# Al-Qaeda
Al-Qaeda (/ælˈkaɪdə, ˌælkɑːˈiːdə/; tiếng Ả Rập: القاعدة al-Qāʿidah, IPA: [ælqɑːʕɪdɐ], nghĩa đen: "Căn cứ", "Tổ chức", cách đánh vần là al-Qaida và al-Qa'ida) là một tổ chức đa quốc gia của chiến binh Hồi giáo dòng Sunni, được nhiều người coi là một tổ chức khủng bố. Al-Qaeda được Osama bin Laden, Abdullah Azzam, và một số tình nguyện viên Ả Rập khác thành lập vào năm 1988 trong Chiến tranh Liên Xô-Afghanistan.
Al-Qaeda hoạt động như một mạng lưới gồm các phần tử Hồi giáo cực đoan và thánh chiến Salafist. Tổ chức này đã bị Hội đồng Bảo an Liên hợp quốc, Tổ chức Hiệp ước Bắc Đại Tây Dương (NATO), Liên minh châu Âu, Hoa Kỳ, Trung Quốc, Vương quốc Anh, Nga, Ấn Độ và nhiều quốc gia khác chỉ định là một nhóm khủng bố. Al-Qaeda đã tiến hành các cuộc tấn công vào các mục tiêu phi quân sự và quân sự ở nhiều quốc gia khác nhau, bao gồm cả vụ đánh bom đại sứ quán Hoa Kỳ năm 1998, vụ tấn công ngày 11 tháng 9 và vụ đánh bom Bali năm 2002.
Chính phủ Hoa Kỳ đã đáp trả các cuộc tấn công ngày 11 tháng 9 bằng cách phát động "Cuộc chiến chống khủng bố", nhằm tìm cách làm suy yếu al-Qaeda và các đồng minh của nó. Cái chết của các thủ lĩnh chủ chốt, bao gồm cả Osama bin Laden, đã khiến hoạt động của al-Qaeda chuyển từ tổ chức từ trên xuống và lập kế hoạch tấn công, sang việc lập kế hoạch tấn công được thực hiện bởi một mạng lưới lỏng lẻo gồm các nhóm liên kết và do các sói đơn độc điều khiển. Al-Qaeda đặc trưng tổ chức các cuộc tấn công bao gồm các cuộc tấn công liều chết và ném bom đồng thời vào một số mục tiêu. Các nhà tư tưởng của Al-Qaeda tưởng tượng một tương lai với việc loại bỏ mọi ảnh hưởng của nước ngoài đến các nước Hồi giáo.
Các thành viên Al-Qaeda tin rằng một liên minh Cơ đốc giáo - Do Thái đang âm mưu tiêu diệt Hồi giáo. Là các chiến binh thánh chiến Salafist, các thành viên của al-Qaeda tin rằng việc giết những người không tham chiến sẽ bị trừng phạt về mặt tôn giáo. Al-Qaeda cũng phản đối những gì nó coi là luật nhân tạo, và muốn thay thế chúng bằng một hình thức nghiêm ngặt của luật sharia.
Al-Qaeda đã thực hiện nhiều cuộc tấn công nhằm vào những người mà tổ chức này coi là kafir. Nó cũng chịu trách nhiệm về việc xúi giục bạo lực giáo phái giữa những người theo đạo Hồi. Al-Qaeda coi những người Hồi giáo tự do, Shias, Sufis và các giáo phái khác là dị giáo và các thành viên cũng như những người có thiện cảm đã tấn công các nhà thờ Hồi giáo và các cuộc tụ tập của họ. Ví dụ về các cuộc tấn công theo giáo phái bao gồm vụ thảm sát Ashoura năm 2004, các vụ đánh bom ở Thành phố Sadr năm 2006, các vụ đánh bom ở Baghdad vào tháng 4 năm 2007 và các vụ đánh bom cộng đồng Yazidi năm 2007.
Sau cái chết của Osama bin Laden vào năm 2011, tổ chức này do Ayman al-Zawahiri người Ai Cập lãnh đạo, và đến năm 2021 Al-Qaeda được cho là đã bị mất quyền chỉ huy trung tâm đối với các hoạt động trong khu vực.

## Từ nguyên
Tên tiếng Anh của tổ chức này là một phiên âm đơn giản hóa của danh từ tiếng Ả Rập al-qāʿidah (‏القاعدة) ‏ có nghĩa là "nền tảng" hay "cơ sở". Chữ al- đầu tiên là mạo từ xác định trong tiếng Ả Rập.
Trong tiếng Ả Rập, al-Qaeda có bốn âm tiết (/alˈqaː.ʕi.da/). Tuy nhiên, kể từ khi hai trong số những phụ âm tiếng Ả Rập trong tên không phải là âm vị trong các ngôn ngữ tiếng Anh, nên âm vị tiếng Anh của chữ này bao gồm /ælˈkaɪdə/, /ælˈkeɪdə/ và /ˌælkɑːˈiːdə/. Tên của Al-Qaeda cũng có thể được phiên âm là al-Qaida, al-Qa'ida hoặc el-Qaida.
Bin Laden giải thích nguồn gốc của thuật ngữ này trong một cuộc phỏng vấn được quay video với nhà báo Tayseer Alouni của Al Jazeera vào tháng 10 năm 2001:
Cái tên 'al-Qaeda' được tạo ra từ rất lâu trước đây một cách tình cờ. Cố lãnh đạo Abu Ebeida El-Banashiri đã thành lập các trại huấn luyện cho mujahedeen chúng tôi chống lại chủ nghĩa khủng bố của Nga. Chúng tôi từng gọi trại huấn luyện này là al-Qaeda. Chết tên luôn.

Người ta lập luận rằng hai tài liệu thu giữ được từ văn phòng Sarajevo của Benevolence International Foundation chứng minh cái tên này không chỉ được phong trào mujahideen áp dụng và một nhóm cũng có tên là al-Qaeda đã được thành lập vào tháng 8 năm 1988. Cả hai tài liệu này đều chứa biên bản các cuộc họp được tổ chức để thành lập một nhóm quân sự mới, và chứa thuật ngữ "al-Qaeda".
Cựu Ngoại trưởng Anh Robin Cook đã viết rằng từ al-Qaeda nên được dịch là "cơ sở dữ liệu", vì ban đầu nó ám chỉ tệp tin máy tính của hàng nghìn chiến binh mujahideen đã được tuyển dụng và huấn luyện với sự giúp đỡ của CIA để đánh bại người Nga. Vào tháng 4 năm 2002, nhóm này lấy tên là Qa'idat al-Jihad (قاعدة الجهاد qāʿidat al-jihād), có nghĩa là "căn cứ của Jihad". Theo Diaa Rashwan, điều này "dường như là kết quả của việc sáp nhập chi nhánh ở nước ngoài của tổ chức al-Jihad ở Ai Cập, do Ayman al-Zawahiri lãnh đạo, với các nhóm mà Bin Laden kiểm soát sau khi trở về Afghanistan vào giữa những năm 1990."

## Học thuyết

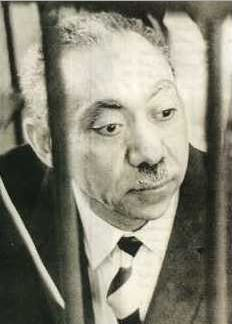
Sayyid Qutb, tín đồ Hồi giáo Ai Cập, người đã truyền cảm hứng cho al-Qaeda

Phong trào Hồi giáo cực đoan phát triển trong thời kỳ hồi sinh Hồi giáo và sự trỗi dậy của phong trào Hồi giáo sau Cách mạng Iran (1978-1979).
Một số người cho rằng các tác phẩm của tác giả và nhà tư tưởng Hồi giáo Sayyid Qutb đã truyền cảm hứng cho tổ chức al-Qaeda. Trong những năm 1950 và 1960, Qutb thuyết giảng rằng vì thiếu luật sharia, thế giới Hồi giáo không còn là người Hồi giáo nữa, và đã trở lại với sự ngu muội tiền Hồi giáo được gọi là jahiliyyah. Để khôi phục lại Hồi giáo, Qutb cho rằng cần phải có một đội tiên phong gồm những người Hồi giáo chân chính để thiết lập "các quốc gia Hồi giáo chân chính", thực hiện luật sharia và loại bỏ thế giới Hồi giáo khỏi mọi ảnh hưởng không phải của người Hồi giáo. Theo quan điểm của Qutb, những kẻ thù của Hồi giáo bao gồm " người Do Thái thế giới ", mà "có âm mưu" chống lại Hồi giáo.
Qutb cũng ảnh hưởng đến người cố vấn của bin Laden, Ayman al-Zawahiri. Chú của Zawahiri và tộc trưởng họ ngoại, Mafouz Azzam, là học trò của Qutb, người bảo vệ, luật sư riêng, và là người thừa hành tài sản của ông. Azzam là một trong những người cuối cùng nhìn thấy Qutb còn sống trước khi bị hành quyết. Zawahiri bày tỏ lòng kính trọng đối với Qutb trong tác phẩm Hiệp sĩ dưới tấm biển của nhà tiên tri.
Qutb cho rằng nhiều người Hồi giáo không phải là người Hồi giáo thực sự. Qutb lập luận rằng một số người Hồi giáo đã bỏ đạo. Những người bị cáo buộc bội giáo này bao gồm các nhà lãnh đạo của các quốc gia Hồi giáo, vì họ đã không thực thi luật sharia.
Cuộc thánh chiến ở Afghanistan chống lại chính phủ thân Liên Xô đã phát triển thêm phong trào Thánh chiến Salafist vốn đã truyền cảm hứng cho Al-Qaeda.

## Tổ chức
Al-Qaeda chỉ gián tiếp kiểm soát các hoạt động hàng ngày của nó. Triết lý của nó kêu gọi tập trung hóa việc ra quyết định, đồng thời cho phép phân cấp việc thực hiện. Các nhà lãnh đạo cao nhất của Al-Qaeda đã xác định hệ tư tưởng và chiến lược chỉ đạo của tổ chức, đồng thời họ cũng nêu rõ những thông điệp đơn giản và dễ tiếp nhận. Đồng thời, các tổ chức cấp trung được trao quyền tự chủ, nhưng họ phải tham khảo ý kiến của ban lãnh đạo cấp cao nhất trước các cuộc tấn công và ám sát quy mô lớn. Ban lãnh đạo cao nhất bao gồm hội đồng shura cũng như các ủy ban về hoạt động quân sự, tài chính và chia sẻ thông tin. Thông qua các ủy ban thông tin của al-Qaeda, ông đặc biệt chú trọng vào việc liên lạc với các nhóm của mình. Tuy nhiên, sau Chiến tranh chống khủng bố, ban lãnh đạo của al-Qaeda đã trở nên cô lập. Kết quả là, ban lãnh đạo đã trở nên phi tập trung và tổ chức đã được phân vùng hóa thành một số nhóm al-Qaeda.
Nhiều chuyên gia khủng bố không tin rằng phong trào thánh chiến toàn cầu được thúc đẩy ở mọi cấp độ do sự lãnh đạo của al-Qaeda. Tuy nhiên, bin Laden đã có một sự dao động ý thức hệ đáng kể đối với một số phần tử Hồi giáo cực đoan trước khi chết. Các chuyên gia cho rằng al-Qaeda đã phân tán thành một số phong trào khác nhau trong khu vực và các nhóm này có ít mối liên hệ với nhau.
Quan điểm này phản ánh lời kể của Osama bin Laden trong cuộc phỏng vấn tháng 10 năm 2001 với Tayseer Allouni:
vấn đề này không liên quan đến bất kỳ người cụ thể nào và... không phải về Tổ chức al-Qa'idah. Chúng ta là con cái của một Quốc gia Hồi giáo, với Nhà tiên tri Muhammad là thủ lĩnh của nó, Chúa của chúng ta là một... và tất cả những tín đồ chân chính [mu'mineen] đều là anh em. Vì vậy, tình huống không giống như phương Tây mô tả, rằng có một 'tổ chức' với một cái tên cụ thể (chẳng hạn như 'al-Qa'idah'), v.v. Tên cụ thể đó rất cũ. Nó được sinh ra mà không có bất kỳ chủ ý nào từ chúng tôi. Anh Abu Ubaida... đã tạo ra một căn cứ quân sự để huấn luyện những thanh niên chiến đấu chống lại đế chế Xô Viết hung ác, kiêu ngạo, tàn bạo, khủng bố... Vì vậy, nơi này được gọi là 'Căn cứ' ['Al-Qa'idah'], như trong một cơ sở đào tạo, vì vậy tên này đã phát triển và trở thành. Chúng tôi không tách khỏi quốc gia này. Chúng ta là những đứa con của một quốc gia, và chúng ta là một phần không thể tách rời của nó, và từ những cuộc biểu tình công khai lan rộng từ vùng viễn đông, từ Philippines đến Indonesia, đến Malaysia, đến Ấn Độ, đến Pakistan, đến Mauritania... và vì vậy chúng ta thảo luận về lương tâm của quốc gia này.

Bruce Hoffman lại coi al-Qaeda là một mạng lưới liên kết được chỉ đạo chặt chẽ từ các khu vực bộ lạc Pakistan.

### Chi nhánh

Cờ Al-Qaeda

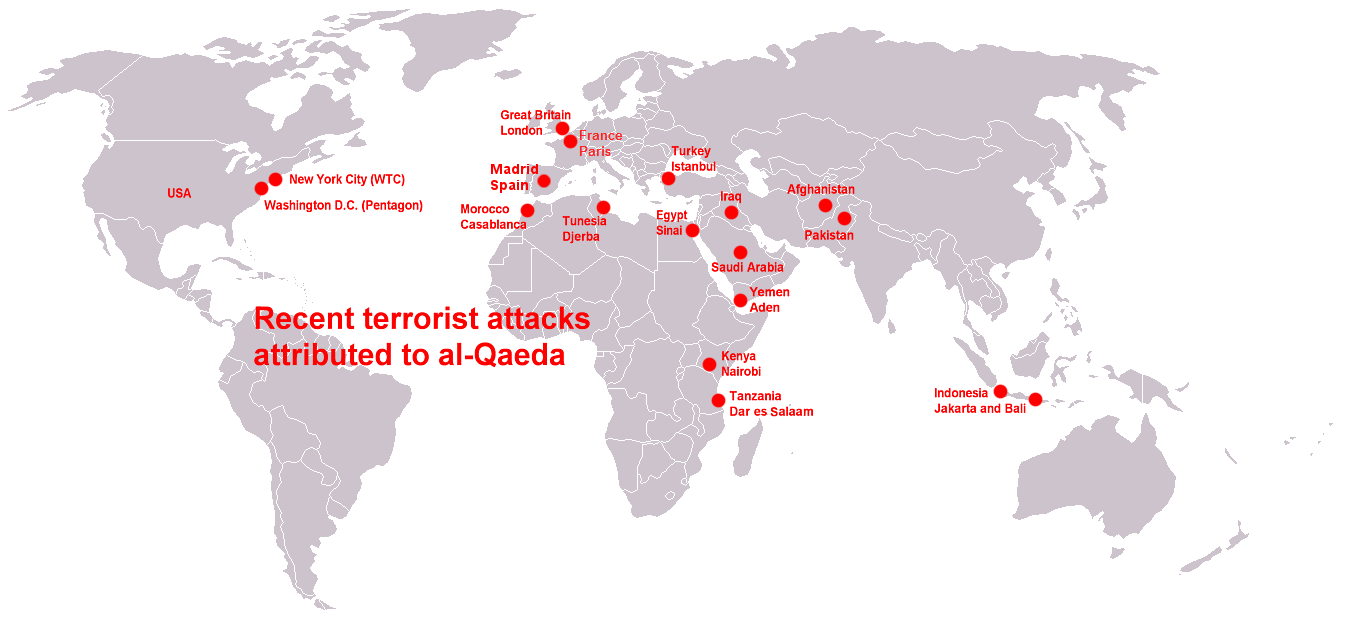
Bản đồ chỉ những nơi trên thế giới bị al-Qaeda tấn công khủng bố

Al-Qaeda có các chi nhánh trực tiếp sau:
- Al-Qaeda ở Bán đảo Ả Rập (AQAP)
- Al-Qaeda ở Tiểu lục địa Ấn Độ (AQIS)
- Al-Qaeda trong Maghreb Hồi giáo (AQIM)
- al-Shabaab
- Jama'at Nasr al-Islam wal Muslimin (JNIM)
- Al-Qaeda ở Bosnia và Herzegovina
- Al-Qaeda tại Caucasus và Nga
- Al-Qaeda ở Gaza
- Al-Qaeda ở Kurdistan
- Al-Qaeda ở Lebanon
- Al Qaeda ở Tây Ban Nha
- Al-Qaeda tại quần đảo Malay
- Al-Qaeda ở bán đảo Sinai
- Người bảo vệ Tổ chức Tôn giáo

Những nhóm sau đây hiện được cho là các chi nhánh gián tiếp của al-Qaeda:
- Tiểu vương quốc Caucasus (các phe phái)
- Fatah al-Islam
- Liên minh Jihad Hồi giáo
- Phong trào Hồi giáo của Uzbekistan
- Jaish-e-Mohammed
- Jemaah Islamiyah
- Lashkar-e-Taiba
- Nhóm chiến đấu Hồi giáo Maroc

Các chi nhánh cũ của Al-Qaeda bao gồm:
- Abu Sayyaf (cam kết trung thành với ISIL năm 2014)
- Al-Mourabitoun (gia nhập JNIM năm 2017)
- Al-Qaeda ở Iraq (trở thành Nhà nước Hồi giáo Iraq, sau này ly khai khỏi al-Qaeda và trở thành ISIL)
- Al-Qaeda ở Vùng đất Ngoài Sahel (không hoạt động từ năm 2015)
- Ansar al-Islam (đa số hợp nhất với ISIL năm 2014)
- Ansar Dine (gia nhập JNIM năm 2017)
- Hồi giáo Jihad của Yemen (đã trở thành AQAP)
- Jund al-Aqsa (không còn tồn tại)
- Phong trào Vì một sự thống nhất và Jihad ở Tây Phi (hợp nhất với Al-Mulathameen để thành lập Al-Mourabitoun vào năm 2013)
- Phong trào Rajah Sulaiman [cần dẫn nguồn] (không còn tồn tại)
- Mặt trận Al-Nusra (trở thành Hayat Tahrir al-Sham và chia rẽ quan hệ vào năm 2017, tranh chấp)
- Ansar Bait al-Maqdis (cam kết liên minh với ISIL và lấy tên là Tỉnh Sinai)

### Lãnh đạo

##### Osama bin Laden (1988 - 5/2011)

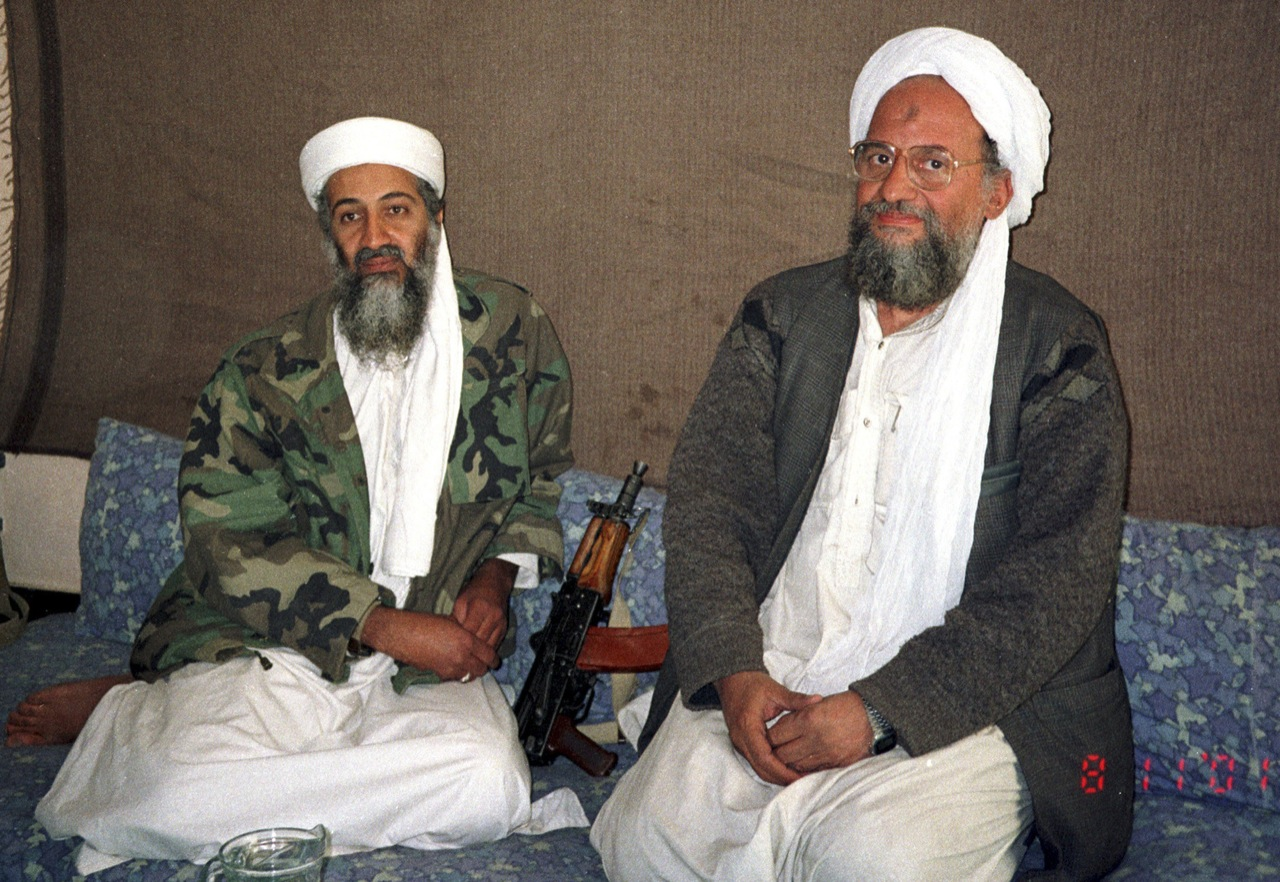
Osama bin Laden (trái) và Ayman al-Zawahiri (phải) chụp năm 2001

Osama bin Laden từng là lãnh đạo của al-Qaeda từ khi thành lập tổ chức này vào năm 1988 cho đến khi bị quân Mỹ ám sát vào ngày 1 tháng 5 năm 2011. Atiyah Abd al-Rahman được cho là chỉ huy thứ hai trước khi qua đời vào ngày 22 tháng 8 năm 2011.
Bin Laden được cố vấn bởi một Hội đồng Shura, bao gồm các thành viên cấp cao của al-Qaeda. Nhóm ước tính bao gồm 20-31 người.

#### Sau tháng 5 năm 2011
Ayman al-Zawahiri từng là phó lãnh đạo của al-Qaeda và đảm nhận vai trò lãnh đạo sau cái chết của bin Laden. Al-Zawahiri thay thế Saif al-Adel, người từng giữ chức chỉ huy lâm thời.
Vào ngày 5 tháng 6 năm 2012, các quan chức tình báo Pakistan thông báo rằng người kế nhiệm của al-Rahman là chỉ huy thứ hai, Abu Yahya al-Libi, đã bị giết ở Pakistan.
Nasir al-Wuhayshi được cho là đã trở thành lãnh đạo thứ hai của al-Qaeda vào năm 2013. Ông đồng thời là thủ lĩnh của al-Qaeda ở Bán đảo Ả Rập (AQAP) cho đến khi bị một cuộc không kích của Mỹ ở Yemen giết chết vào tháng 6 năm 2015.
Abu Khayr al-Masri, người kế nhiệm Wuhayshi với tư cách là cấp phó của Ayman al-Zawahiri, đã bị một cuộc không kích của Mỹ giết chết ở Syria vào tháng 2 năm 2017.
Mạng lưới của Al-Qaeda được xây dựng từ đầu như một mạng lưới âm mưu với sự lãnh đạo của một số nút khu vực. Tổ chức này tự chia thành nhiều ủy ban, bao gồm:
- Ủy ban Quân sự, chịu trách nhiệm đào tạo các đặc nhiệm, thu mua vũ khí và lập kế hoạch tấn công.
- Ủy ban tiền tệ / kinh doanh, tài trợ cho việc tuyển dụng và đào tạo các nhân viên thông qua hệ thống ngân hàng hawala. Các nỗ lực do Hoa Kỳ lãnh đạo nhằm tiêu diệt các nguồn " tài trợ khủng bố "[64] đã thành công nhất trong năm ngay sau vụ tấn công ngày 11 tháng 9.[65] Al-Qaeda tiếp tục hoạt động thông qua các ngân hàng không bị kiểm soát, chẳng hạn như hơn 1.000 hawaladar ở Pakistan, một trong số chúng có thể xử lý các giao dịch lên tới 10 triệu USD.[66] Ủy ban này cũng thu mua hộ chiếu giả, trả tiền cho các thành viên al-Qaeda và giám sát các doanh nghiệp hoạt động vì lợi nhuận.[67] Trong Báo cáo của Ủy ban 11/9, người ta ước tính rằng al-Qaeda cần 30 triệu USD mỗi năm để tiến hành các hoạt động của mình.
- Ủy ban Pháp luật xem xét luật Sharia và quyết định các hành động phù hợp với luật đó.
- Ủy ban Nghiên cứu Hồi giáo / Fatwah ban hành các sắc lệnh tôn giáo, chẳng hạn như sắc lệnh năm 1998 quy định người Hồi giáo giết người Mỹ.
- Ủy ban Truyền thông điều hành tờ báo hiện đã không còn tồn tại Nashrat al Akhbar (nghĩa đen: Thông báo tin tức) và xử lý quan hệ công chúng.
- Năm 2005, al-Qaeda thành lập As-Sahab, một công ty sản xuất phương tiện truyền thông, để cung cấp các tài liệu video và âm thanh của mình.

### Cấu trúc quyền lực
Hầu hết các thủ lĩnh và giám đốc hoạt động của Al Qaeda đều là những cựu binh từng chiến đấu chống lại cuộc xâm lược Afghanistan của Liên Xô trong những năm 1980. Osama bin Laden và cấp phó Ayman al-Zawahiri là những thủ lĩnh được coi là chỉ huy hoạt động của tổ chức. Tuy nhiên, các hoạt động quân sự của Al-Qaeda lại không do Ayman al-Zawahiri quản lý. Một số nhóm hoạt động tồn tại, nhóm này tham khảo ý kiến của ban lãnh đạo trong các tình huống chuẩn bị tấn công.
Khi được hỏi vào năm 2005 về khả năng al-Qaeda liên quan đến vụ đánh bom London ngày 7/7/2005, Ủy viên Cảnh sát Thủ đô Sir Ian Blair nói: "Al-Qaeda không phải là một tổ chức. Al-Qaeda là một cách thức hoạt động... nhưng điều này mang dấu ấn của cách tiếp cận đó... rõ ràng al-Qaeda có khả năng đào tạo... để cung cấp kiến thức chuyên môn... và tôi nghĩ đó là những gì đã xảy ra ở đây. " Vào ngày 13 tháng 8 năm 2005, báo The Independent đưa tin rằng máy bay ném bom ngày 7 tháng 7 đã hoạt động độc lập với một kẻ chủ mưu có tâm thế của al-Qaeda.
Nasser al-Bahri, người từng là vệ sĩ của Osama bin Laden trong 4 năm sau vụ khủng bố 11/9 đã viết trong hồi ký của mình, mô tả rất chi tiết về cách thức hoạt động của nhóm vào thời điểm đó. Al-Bahri mô tả cơ cấu hành chính chính thức và kho vũ khí rộng lớn của al-Qaeda. Tuy nhiên, tác giả Adam Curtis cho rằng ý tưởng về al-Qaeda như một tổ chức chính thức chủ yếu là một phát minh của Mỹ. Curtis cho rằng cái tên "al-Qaeda" lần đầu tiên được công chúng chú ý trong phiên tòa xét xử bin Laden năm 2001 và 4 người bị cáo buộc trong vụ đánh bom đại sứ quán Mỹ năm 1998 ở Đông Phi. Curtis đã viết:
Thực tế là bin Laden và Ayman al-Zawahiri đã trở thành tâm điểm của một hiệp hội lỏng lẻo gồm các tay súng Hồi giáo vỡ mộng bị thu hút bởi chiến lược mới. Nhưng không có tổ chức. Đây là những chiến binh chủ yếu lên kế hoạch cho các hoạt động của riêng họ và tìm đến bin Laden để được tài trợ và hỗ trợ. Anh ta không phải là chỉ huy của họ. Cũng không có bằng chứng nào cho thấy bin Laden sử dụng thuật ngữ "al-Qaeda" để chỉ tên của một nhóm cho đến sau các cuộc tấn công ngày 11 tháng 9, khi ông ta nhận ra rằng đây là thuật ngữ mà người Mỹ đặt cho..

Trong phiên tòa năm 2001, Bộ Tư pháp Hoa Kỳ cần phải chứng minh rằng bin Laden là thủ lĩnh của một tổ chức tội phạm để buộc tội ông ta vắng mặt theo Đạo luật các tổ chức có ảnh hưởng và tham nhũng của Racketeer. Tên của al-Qaeda và chi tiết về cấu trúc của nó đã được cung cấp trong lời khai của Jamal al-Fadl, người nói rằng anh ta là thành viên sáng lập của nhóm và là nhân viên cũ của bin Laden. Một số nguồn tin đã đưa ra câu hỏi về độ tin cậy của lời khai của al-Fadl vì tiền sử không trung thực của anh ta và vì al-Fadl đã khai báo như một phần của thỏa thuận mặc cả sau khi bị kết tội âm mưu tấn công các cơ sở quân sự của Mỹ. Sam Schmidt, một luật sư bào chữa cho al-Fadl nói:
Có một số phần chọn lọc trong lời khai của al-Fadl mà tôi tin là không đúng, để giúp củng cố bức tranh mà ông ta đã giúp người Mỹ liên kết với nhau. Tôi nghĩ rằng anh ta đã nói dối trong một số lời khai cụ thể về một hình ảnh thống nhất về tổ chức này. Nó khiến al-Qaeda trở thành Mafia mới hay Cộng sản mới. Nó làm cho al-Qaeda có thể được xác định là một nhóm và do đó, dễ dàng hơn trong việc truy tố bất kỳ người nào có liên hệ với al-Qaeda vì bất kỳ hành vi hoặc tuyên bố nào của bin Laden.

### Hoạt động thực địa

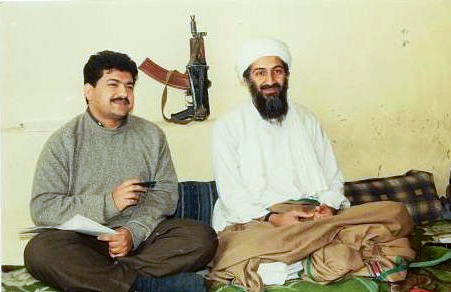
Nhà báo Pakistan Hamid Mir phỏng vấn Osama bin Laden ở Afghanistan, 1997

Số lượng các cá nhân trong al-Qaeda mà đã trải qua khóa huấn luyện quân sự thích hợp và có khả năng chỉ huy các lực lượng nổi dậy, phần lớn vẫn chưa được biết đến. Các tài liệu thu được trong cuộc đột kích vào dinh thự của bin Laden năm 2011 cho thấy số thành viên cốt lõi của al-Qaeda năm 2002 là 170. Năm 2006, ước tính al-Qaeda có khoảng vài nghìn chỉ huy ở 40 quốc gia khác nhau. Tính đến  năm 2009, người ta tin rằng không quá 200–300 thành viên của nhóm vẫn đang là chỉ huy tại ngũ.
Theo bộ phim tài liệu The Power of Nightmares của đài BBC năm 2004, al-Qaeda liên kết với nhau rất yếu đến mức khó có thể nói nó tồn tại ngoài bin Laden và một nhóm nhỏ các cộng sự thân cận. Bộ phim tài liệu này cho rằng việc thiếu vắng số lượng đáng kể các thành viên al-Qaeda bị kết án, mặc dù có một số lượng lớn các vụ bắt giữ vì tội khủng bố, là lý do để nghi ngờ liệu một thực thể rộng rãi đáp ứng mô tả của al-Qaeda có tồn tại hay không. Các chỉ huy của Al-Qaeda, cũng như các đặc vụ đang ngủ của nó, đang ẩn náu ở những nơi khác nhau trên thế giới cho đến ngày nay. Họ chủ yếu bị các cơ quan mật vụ của Mỹ và Israel săn lùng. Thủ lĩnh số hai của Al Qaeda, Abdullah Ahmed Abdullah, đã bị các đặc vụ Israel giết chết. Bút danh của ông là Abu Muhammad al-Masri, người đã bị giết vào tháng 11 năm 2020 tại Iran. al-Masri có liên quan đến vụ ám sát năm 1988 tại đại sứ quán Hoa Kỳ ở Kenya và Tanzania.

### Lực lượng nổi dậy
Theo tác giả Robert Cassidy, al-Qaeda duy trì hai lực lượng riêng biệt được triển khai cùng với quân nổi dậy ở Iraq và Pakistan. Lực lượng đầu tiên, với số lượng hàng chục nghìn người, được "tổ chức, huấn luyện và trang bị như lực lượng chiến đấu nổi dậy" trong cuộc chiến Liên Xô-Afghanistan. Lực lượng này chủ yếu bao gồm các mujahideen nước ngoài từ Ả Rập Xê Út và Yemen. Nhiều chiến binh trong số này đã chiến đấu ở Bosnia và Somalia cho cuộc thánh chiến toàn cầu. Một nhóm khác, với số lượng 10.000 người vào năm 2006, sống ở phương Tây và đã được huấn luyện chiến đấu thô sơ.
Các nhà phân tích khác đã mô tả các chiến binh của al-Qaeda là "chủ yếu là người Ả Rập" trong những năm đầu hoạt động, nhưng tính đến 2007 tổ chức này cũng bao gồm "các dân tộc khác". Người ta ước tính rằng 62% thành viên al-Qaeda có trình độ đại học. Trong năm 2011 và năm sau, người Mỹ đã dàn xếp thành công các cuộc thanh toán với Osama bin Laden, Anwar al-Awlaki, tuyên truyền viên chính của tổ chức và phó chỉ huy của Abu Yahya al-Libi. Những tiếng nói lạc quan đã nói rằng al-Qaeda đã kết thúc. Tuy nhiên, đó là khoảng thời gian mà Mùa xuân Ả Rập đã tới khu vực này, tình trạng hỗn loạn rất lớn đã xảy ra đối với các lực lượng trong khu vực của al-Qaeda. Bảy năm sau, Ayman al-Zawahiri được cho là người lãnh đạo số một trong tổ chức, thực hiện chiến lược của mình với tính nhất quán có hệ thống. Hàng chục nghìn thành viên trung thành với al-Qaeda và các tổ chức liên quan đã có thể thách thức sự ổn định của địa phương và khu vực và tấn công tàn nhẫn kẻ thù của họ ở Trung Đông, Châu Phi, Nam Á, Đông Nam Á, Châu Âu và Nga. Trên thực tế, từ Tây Bắc Phi đến Nam Á, al-Qaeda đã có hơn hai chục đồng minh "dựa trên nhượng quyền thương mại". Chỉ riêng ở Syria, số lượng chiến binh al-Qaeda đã lên tới 20.000 người, họ có 4.000 thành viên ở Yemen và khoảng 7.000 người ở Somalia. Cuộc chiến vẫn chưa kết thúc.

### Tài chính
Al-Qaeda thường không giải ngân cho các cuộc tấn công và rất hiếm khi thực hiện chuyển khoản. Trong những năm 1990, nguồn tài chính một phần đến từ tài sản cá nhân của Osama bin Laden. Các nguồn thu nhập khác bao gồm buôn bán heroin và quyên góp từ những người ủng hộ ở Kuwait, Saudi Arabia và các quốc gia vùng Vịnh Hồi giáo khác. Một bức điện tín nội bộ của chính phủ Mỹ năm 2009 do WikiLeaks phát hành tuyên bố rằng "nguồn tài trợ khủng bố xuất phát từ Ả Rập Saudi vẫn là một mối quan tâm nghiêm trọng."
Trong số những bằng chứng đầu tiên liên quan đến việc Ả Rập Xê-út ủng hộ al-Qaeda là cái gọi là " Chuỗi vàng ", một danh sách những kẻ tài trợ cho al-Qaeda ban đầu bị cảnh sát Bosnia thu giữ trong một cuộc đột kích năm 2002 ở Sarajevo. Danh sách viết tay đã được Jamal al-Fadl, kẻ đào tẩu al-Qaeda xác nhận, và bao gồm tên của cả những người quyên góp và thụ hưởng. Tên của Osama bin-Laden xuất hiện bảy lần trong số những người được hưởng lợi, trong khi 20 doanh nhân và chính trị gia Ả Rập Xê Út và vùng Vịnh được liệt kê trong số những người quyên góp. Các nhà tài trợ đáng chú ý bao gồm Adel Batterjee và Wael Hamza Julaidan. Batterjee được Bộ Tài chính Hoa Kỳ chỉ định là nhà tài trợ chống khủng bố vào năm 2004, và Julaidan được công nhận là một trong những người sáng lập al-Qaeda.
Các tài liệu thu giữ được trong cuộc đột kích Bosnia năm 2002 cho thấy al-Qaeda đã khai thác rộng rãi các tổ chức từ thiện để hỗ trợ tài chính và vật chất cho các hoạt động của mình trên toàn cầu. Đáng chú ý, hoạt động này đã khai thác Tổ chức Cứu trợ Hồi giáo Quốc tế (IIRO) và Liên đoàn Thế giới Hồi giáo (MWL). IIRO có quan hệ với các cộng sự của al-Qaeda trên toàn thế giới, bao gồm cả cấp phó của al-Qaeda Ayman al Zawahiri. Anh trai của Zawahiri làm việc cho IIRO ở Albania và đã tích cực tuyển mộ người nhân danh al-Qaeda. MWL được lãnh đạo al-Qaeda công khai xác định là một trong ba tổ chức từ thiện mà al-Qaeda chủ yếu dựa vào các nguồn tài trợ.

#### Cáo buộc hỗ trợ từ Qatar
Một số công dân Qatar đã bị cáo buộc tài trợ cho al-Qaeda. Những người này bao gồm Abd Al-Rahman al-Nuaimi, một công dân Qatar và là một nhà hoạt động nhân quyền, người đã thành lập tổ chức phi chính phủ (NGO) Alkarama có trụ sở tại Thụy Sĩ. Vào ngày 18 tháng 12 năm 2013, Bộ Tài chính Hoa Kỳ đã chỉ định Nuaimi là một kẻ khủng bố vì các hoạt động hỗ trợ al-Qaeda. Bộ Tài chính Mỹ cho biết Nuaimi "đã tạo điều kiện hỗ trợ tài chính đáng kể cho al-Qaeda ở Iraq, và đóng vai trò là người đối thoại giữa al-Qaeda ở Iraq và các nhà tài trợ ở Qatar".
Nuaimi bị buộc tội giám sát khoản tiền 2 triệu USD chuyển giao hàng tháng cho al-Qaeda ở Iraq với vai trò trung gian giữa các sĩ quan cấp cao của al-Qaeda ở Iraq và các công dân Qatar. Nuaimi bị cáo buộc có mối quan hệ với Abu-Khalid al-Suri, đặc phái viên hàng đầu của al-Qaeda tại Syria, người đã xử lý một vụ chuyển khoản 600.000 USD cho al-Qaeda vào năm 2013. Nuaimi cũng được biết là có liên hệ với Abd al-Wahhab Muhammad 'Abd al-Rahman al-Humayqani, một chính trị gia Yemen và là thành viên sáng lập của Alkarama, người đã được Bộ Tài chính Hoa Kỳ liệt vào danh sách Khủng bố Toàn cầu được Chỉ định Đặc biệt (SDGT) vào năm 2013. Các nhà chức trách Mỹ cho rằng Humayqani đã lợi dụng vai trò của mình trong Alkarama để gây quỹ thay mặt cho al-Qaeda ở Bán đảo Ả Rập (AQAP). Một nhân vật nổi bật trong AQAP, Nuaimi cũng được cho là đã tạo điều kiện thuận lợi cho dòng vốn cho các chi nhánh của AQAP có trụ sở tại Yemen. Nuaimi cũng bị cáo buộc đầu tư tiền vào quỹ từ thiện do Humayqani chỉ đạo để cuối cùng tài trợ cho AQAP. Khoảng 10 tháng sau khi bị Bộ Tài chính Mỹ xử phạt, Nuaimi cũng bị hạn chế hoạt động kinh doanh ở Anh.
Một công dân Qatar khác, Kalifa Mohammed Turki Subayi, đã bị Bộ Tài chính Hoa Kỳ trừng phạt vào ngày 5 tháng 6 năm 2008, vì các hoạt động của Subayi với tư cách là "nhà tài chính của al-Qaeda ở vùng Vịnh". Tên của Subayi đã được thêm vào Danh sách trừng phạt của Hội đồng Bảo an Liên Hợp Quốc năm 2008 với tội danh hỗ trợ tài chính và vật chất cho giới lãnh đạo cấp cao của al-Qaeda. Subayi bị cáo buộc đã chuyển các tân binh của al-Qaeda đến các trại huấn luyện ở Nam Á. Ông cũng hỗ trợ tài chính cho Khalid Sheikh Mohammed, một sĩ quan cấp cao và quốc tịch Pakistan của al-Qaeda, người được cho là chủ mưu đằng sau vụ tấn công ngày 11 tháng 9 theo báo cáo của Ủy ban 11 tháng 9.
Qataris đã cung cấp hỗ trợ cho al-Qaeda thông qua tổ chức phi chính phủ lớn nhất của đất nước này, Quỹ từ thiện Qatar. Kẻ đào tẩu Al-Qaeda al-Fadl, người từng là thành viên của Tổ chức từ thiện Qatar, đã làm chứng trước tòa rằng Abdullah Mohammed Yusef, người từng là giám đốc Tổ chức từ thiện Qatar, có liên hệ với al-Qaeda và đồng thời với Mặt trận Hồi giáo Quốc gia, một nhóm chính trị đã cho thủ lĩnh al-Qaeda Osama Bin Laden cư trú ở Sudan vào đầu những năm 1990.
Thủ tục pháp lý từ phiên tòa Hoa Kỳ vs. Enaam M. Arnaout tiết lộ rằng Tổ chức Qatar Charity được Bin Laden trích dẫn vào năm 1993 là một trong những tổ chức từ thiện được sử dụng để hỗ trợ tài chính cho các thành viên al-Qaeda ở nước ngoài. Các tài liệu tương tự cũng báo cáo lời phàn nàn của Bin Laden rằng âm mưu ám sát thất bại của Tổng thống Ai Cập Hosni Mubarak đã làm tổn hại đến khả năng khai thác các tổ chức từ thiện của al-Qaeda để hỗ trợ các hoạt động của nó ở mức độ tối đa có thể trước năm 1995.
Tổ chức Qatar Charity bị cáo buộc đã hỗ trợ tài chính cho các thành viên của al-Qaeda ở Chechnya. Lời buộc tội này đã bị Hamad bin Nasser al-Thani công khai phủ nhận. Qatar Charity nằm trong số các tổ chức phi chính phủ bị cáo buộc chuyển tiền đến Ansar Dine ở Bắc Mali, theo báo cáo của tình báo quân sự Pháp về sự can thiệp của Pháp vào nước này vào đầu năm 2013.
Qatar tài trợ cho các doanh nghiệp của al-Qaeda thông qua chi nhánh cũ của al-Qaeda ở Syria, Jabhat al-Nusra. Nguồn tài chính chủ yếu được chuyển theo hình thức bắt cóc để đòi tiền chuộc. Tổ chức chống khủng bố tài chính (CATF) báo cáo rằng quốc gia vùng Vịnh này đã tài trợ cho al-Nusra từ năm 2013. Năm 2017, Asharq Al-Awsat ước tính Qatar đã giải ngân 25 triệu USD ủng hộ al-Nusra thông qua hình thức bắt cóc đòi tiền chuộc. Ngoài ra, Qatar đã thực hiện các chiến dịch gây quỹ thay mặt cho al-Nusra. Al-Nusra thừa nhận một chiến dịch do Qatar tài trợ "là một trong những cách thức ưu tiên cho các khoản quyên góp dành cho nhóm này".

## Chiến thuật
Khi tranh cãi về việc liệu mục tiêu của Al-Qaeda là tôn giáo hay chính trị, Mark Sedgwick mô tả chiến lược của Al-Qaeda là chính trị là mục tiêu trước mắt nhưng với mục tiêu cuối cùng là tôn giáo. Vào ngày 11 tháng 3 năm 2005, Al-Quds Al-Arabi đã công bố các trích đoạn từ tài liệu của Saif al-Adel "Chiến lược của Al Qaeda đến năm 2020". Abdel Bari Atwan tóm tắt chiến lược này bao gồm năm giai đoạn để loại bỏ Ummah khỏi mọi hình thức áp bức:
1. Kích động Hoa Kỳ và phương Tây xâm lược một quốc gia Hồi giáo bằng cách dàn dựng một cuộc tấn công quy mô lớn hoặc một chuỗi các cuộc tấn công trên đất Hoa Kỳ dẫn đến thương vong lớn về dân sự.
2. Kích động dân địa phương chống lại lực lượng chiếm đóng.
3. Mở rộng xung đột sang các nước láng giềng và lôi kéo Mỹ và các đồng minh vào một cuộc chiến tiêu hao lâu dài.
4. Chuyển đổi al-Qaeda thành một hệ tư tưởng và tập hợp các nguyên tắc hoạt động có thể được nhượng quyền một cách lỏng lẻo ở các quốc gia khác mà không yêu cầu chỉ huy và kiểm soát trực tiếp, đồng thời thông qua các nhượng quyền này kích động các cuộc tấn công chống lại Mỹ và các nước liên minh với Mỹ cho đến khi họ phải rút lui khỏi cuộc xung đột, như xảy ra với vụ đánh bom xe lửa ở Madrid năm 2004, nhưng không gây ảnh hưởng tương tự với vụ đánh bom ở London ngày 7 tháng 7 năm 2005.
5. Nền kinh tế Hoa Kỳ cuối cùng sẽ sụp đổ vào năm 2020, dưới sự căng thẳng khi phải tham chiến ở nhiều nơi. Điều này sẽ dẫn đến sự sụp đổ trong hệ thống kinh tế thế giới, và dẫn đến bất ổn chính trị toàn cầu. Điều này sẽ dẫn đến một cuộc thánh chiến toàn cầu do al-Qaeda lãnh đạo và Wahhabi Caliphate sau đó sẽ được thiết lập trên toàn thế giới.

Atwan lưu ý rằng, mặc dù kế hoạch này là không thực tế, nhưng "cần phải tỉnh táo để xem xét rằng điều này hầu như đã mô tả sự sụp đổ của Liên Xô."
Theo Fouad Hussein, một nhà báo và tác giả người Jordan đã từng ngồi tù với Al-Zarqawi, chiến lược của Al Qaeda bao gồm bảy giai đoạn và tương tự như kế hoạch được mô tả trong Chiến lược của Al Qaeda đến năm 2020. Các giai đoạn này bao gồm:
1. "Thức tỉnh." Giai đoạn này được cho là sẽ kéo dài từ năm 2001 đến năm 2003. Mục tiêu của giai đoạn này là kích động Hoa Kỳ tấn công một quốc gia Hồi giáo bằng cách thực hiện một cuộc tấn công giết chết nhiều thường dân trên đất Hoa Kỳ.
2. "Mở mắt." Giai đoạn này được cho là sẽ kéo dài từ năm 2003 đến năm 2006. Mục tiêu của giai đoạn này là tuyển mộ những người đàn ông trẻ tuổi vì chính nghĩa và biến nhóm al-Qaeda thành một phong trào. Iraq được cho là trở thành trung tâm của mọi hoạt động với sự hỗ trợ tài chính và quân sự cho các căn cứ ở các quốc gia khác.
3. "Phát triển và đứng lên", được cho là sẽ kéo dài từ năm 2007 đến năm 2010. Trong giai đoạn này, al-Qaeda muốn thực hiện các cuộc tấn công bổ sung và tập trung sự chú ý của tổ chức này vào Syria. Hussein tin rằng các quốc gia khác ở Bán đảo Ả Rập cũng đang gặp nguy hiểm.
4. Al-Qaeda dự kiến sẽ tăng trưởng ổn định về nhân sự và lãnh thổ của họ do quyền lực của các chế độ ở Bán đảo Ả Rập đang suy giảm. Trọng tâm của cuộc tấn công trong giai đoạn này được cho là vào các nhà cung cấp dầu và khủng bố mạng, nhằm vào nền kinh tế và cơ sở hạ tầng quân sự của Mỹ.
5. Tuyên bố về một Caliphate Hồi giáo, được dự kiến từ năm 2013 đến năm 2016. Trong giai đoạn này, al-Qaeda dự kiến sự kháng cự từ Israel sẽ giảm đi đáng kể.
6. Tuyên bố về một "Quân đội Hồi giáo" và "cuộc chiến giữa những người tin và không tin", còn được gọi là "đối đầu tổng lực".
7. "Chiến thắng cuối cùng", dự kiến hoàn thành vào năm 2020.

Theo Charles Lister của Viện Trung Đông và Katherine Zimmerman thuộc Viện Doanh nghiệp Mỹ, mô hình mới của al-Qaeda là "xã hội hóa các cộng đồng" và xây dựng cơ sở hoạt động rộng khắp trên lãnh thổ với sự hỗ trợ của các cộng đồng địa phương, đồng thời có được độc lập về tài chính, thêm phần tài trợ của các sheik.

## Lịch sử
The Guardian vào năm 2009 đã mô tả 5 giai đoạn rõ rệt trong sự phát triển của al-Qaeda: sự khởi đầu của nó vào cuối những năm 1980, thời kỳ "hoang vu" vào những năm 1990–1996, "thời kỳ hoàng kim" của nó vào năm 1996–2001, thời kỳ mạng lưới từ 2001 đến 2005, và một giai đoạn phân mảnh từ năm 2005 đến năm 2009.

### Jihad ở Afghanistan

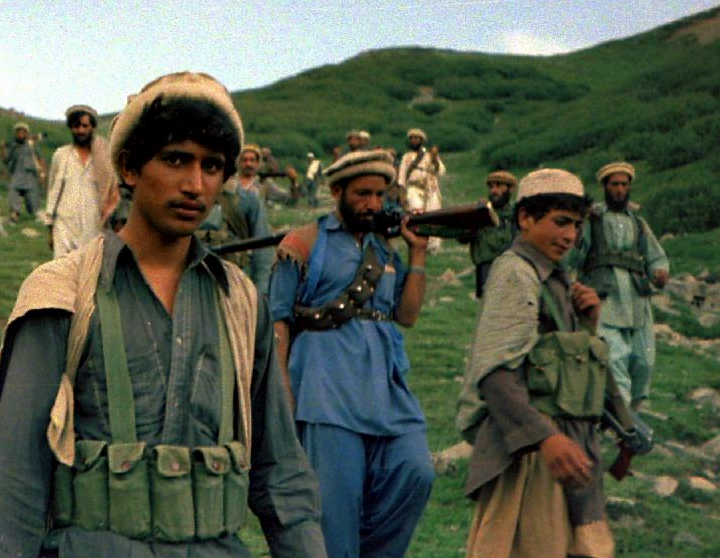
Các chiến binh mujahideen Afghanistan do CIA và ISI tài trợ vượt qua biên giới Đường Durand để chống lại lực lượng Liên Xô và chính phủ Afghanistan do Liên Xô hậu thuẫn vào năm 1985

Nguồn gốc của al-Qaeda có thể bắt nguồn từ Chiến tranh Liên Xô-Afghanistan (tháng 12 năm 1979 – tháng 2 năm 1989). Hoa Kỳ xem cuộc xung đột ở Afghanistan dưới góc độ Chiến tranh Lạnh, với một bên là những người theo chủ nghĩa Mác xít và một bên là các mujahideen bản địa Afghanistan. Quan điểm này đã dẫn đến một chương trình của CIA, Operation Cyclone, thực hiện chuyển tiền thông qua cơ quan Tình báo liên ngành của Pakistan đến các Mujahideen Afghanistan. Chính phủ Mỹ đã hỗ trợ tài chính đáng kể cho các chiến binh Hồi giáo Afghanistan. Viện trợ cho Gulbuddin Hekmatyar, một nhà lãnh đạo mujahideen Afghanistan và là người sáng lập Hezb-e Islami, lên tới hơn 600 triệu đô la Mỹ. Ngoài viện trợ của Mỹ, Hekmatyar còn là nước nhận viện trợ của Ả Rập Xê Út. Vào đầu những năm 1990, sau khi Mỹ giảm bớt hỗ trợ, Hekmatyar đã "hợp tác chặt chẽ" với bin Laden.
Đồng thời, ngày càng nhiều mujahideen Ả Rập tham gia cuộc thánh chiến chống lại chế độ mácxít Afghanistan, được các tổ chức Hồi giáo quốc tế, đặc biệt là Maktab al-Khidamat (MAK) tạo điều kiện. Năm 1984, MAK được thành lập tại Peshawar, Pakistan, bởi bin Laden và Abdullah Yusuf Azzam, một học giả Hồi giáo người Palestine và là thành viên của Tổ chức Anh em Hồi giáo. MAK đã tổ chức các nhà khách ở Peshawar, gần biên giới Afghanistan, và thu thập vật tư để xây dựng các trại huấn luyện bán quân sự để chuẩn bị cho các tân binh nước ngoài tham gia chiến trường Afghanistan. MAK được tài trợ bởi chính phủ Ả Rập Xê Út cũng như bởi những người Hồi giáo cá nhân bao gồm cả các doanh nhân Ả Rập Xê Út. Bin Laden cũng trở thành một nhà tài trợ lớn cho mujahideen, tiêu tiền của chính mình và sử dụng các mối quan hệ của mình để tác động đến dư luận về cuộc chiến.

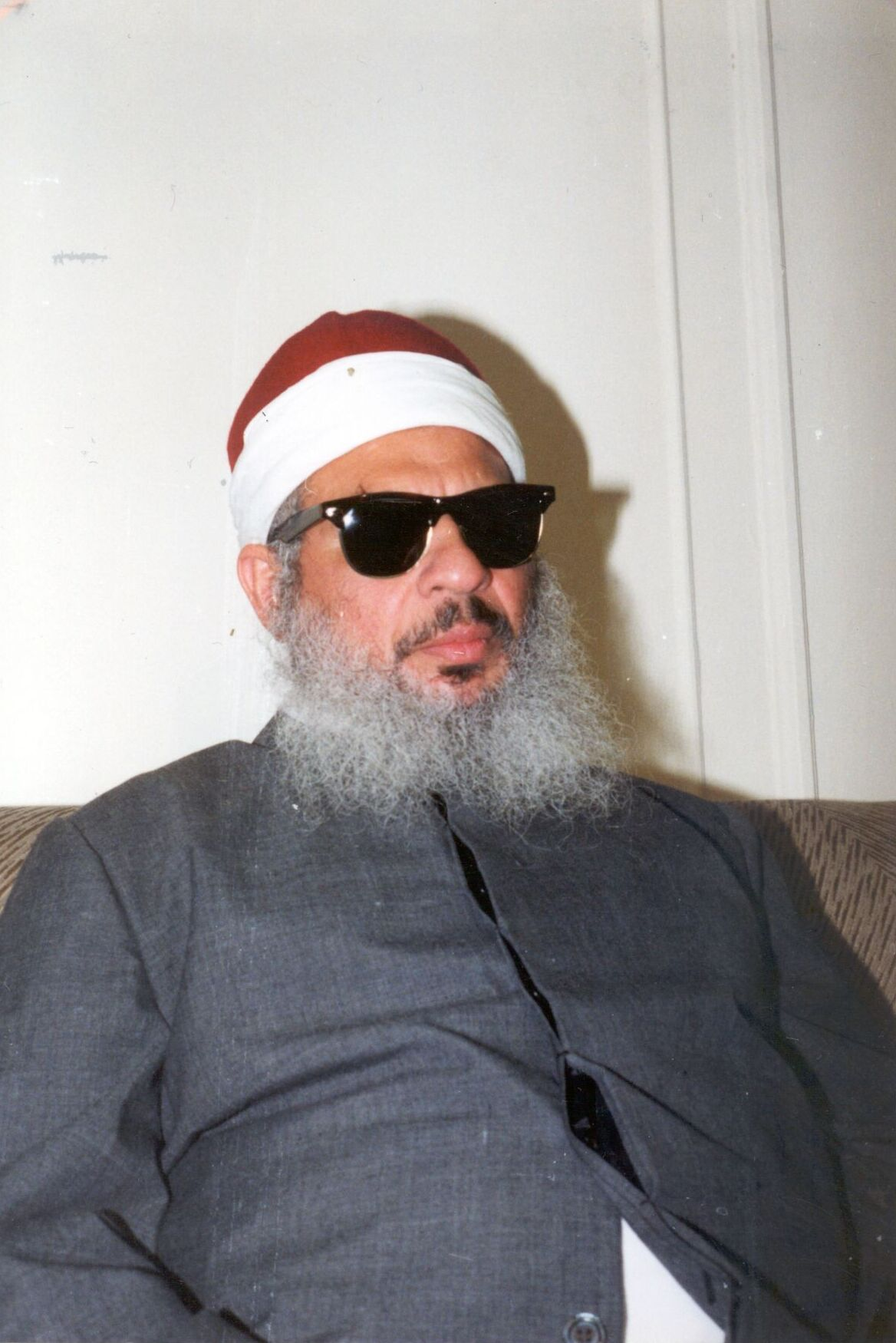
Omar Abdel-Rahman

Từ năm 1986, MAK bắt đầu thiết lập một mạng lưới các văn phòng tuyển dụng tại Mỹ, trung tâm là Trung tâm Tị nạn Al Kifah tại Nhà thờ Hồi giáo Farouq trên Đại lộ Atlantic của Brooklyn. Trong số những nhân vật đáng chú ý tại trung tâm Brooklyn có "điệp viên hai mang" Ali Mohamed, người mà đặc vụ FBI Jack Cloonan gọi là "người huấn luyện đầu tiên của bin Laden", và "Blind Sheikh" Omar Abdel-Rahman, một nhà tuyển dụng mujahideen hàng đầu cho Afghanistan. Azzam và bin Laden bắt đầu thành lập các trại huấn luyện ở Afghanistan vào năm 1987.
MAK và các tình nguyện viên mujahideen nước ngoài, hay "người Ả Rập Afghanistan", không đóng vai trò chính trong cuộc chiến. Trong khi hơn 250.000 mujahideen Afghanistan chiến đấu với Liên Xô và chính phủ cộng sản Afghanistan, người ta ước tính rằng không bao giờ có hơn 2.000 mujahideen nước ngoài trên chiến trường cùng một lúc. Tuy nhiên, các tình nguyện viên mujahideen nước ngoài đến từ 43 quốc gia, và tổng số người đã tham gia vào phong trào ở Afghanistan từ năm 1982 đến năm 1992 được báo cáo là 35.000 người. Bin Laden đóng vai trò trung tâm trong việc tổ chức các trại huấn luyện cho các tình nguyện viên Hồi giáo nước ngoài.
Liên Xô rút khỏi Afghanistan vào năm 1989. Chính phủ Cộng sản Afghanistan của Mohammad Najibullah tồn tại thêm ba năm nữa, trước khi bị các chiến binh mujahideen đánh bại.

### Mở rộng hoạt động
Trước khi kết thúc sứ mệnh quân sự của Liên Xô tại Afghanistan, một số mujahideen nước ngoài muốn mở rộng hoạt động của họ để bao gồm các cuộc đấu tranh của chủ nghĩa Hồi giáo ở các khu vực khác trên thế giới, chẳng hạn như Palestine và Kashmir. Một số tổ chức chồng chéo và có mối quan hệ với nhau đã được thành lập, để tiếp tục phát triển những nguyện vọng đó. Một trong số này là tổ chức cuối cùng được gọi là al-Qaeda.
Nghiên cứu cho rằng al-Qaeda được thành lập vào ngày 11 tháng 8 năm 1988, khi một cuộc họp ở Afghanistan giữa các thủ lĩnh của tổ chức Thánh chiến Hồi giáo Ai Cập, Abdullah Azzam và bin Laden diễn ra. Một thỏa thuận đã đạt được nhằm liên kết tiền của bin Laden với chuyên môn của tổ chức Thánh chiến Hồi giáo và tiếp nhận hoạt động thánh chiến ở nơi khác sau khi Liên Xô rút khỏi Afghanistan.
Các ghi chú cho thấy al-Qaeda trở thành một nhóm chính thức vào ngày 20 tháng 8 năm 1988. Một danh sách các yêu cầu đối với tư cách thành viên bao gồm những điều sau: khả năng lắng nghe, cách cư xử tốt, vâng lời và cam kết (bayat) làm theo lệnh cấp trên. Trong hồi ký của mình, cựu vệ sĩ của bin Laden, Nasser al-Bahri, đưa ra mô tả công khai duy nhất về nghi thức trao bayat khi al-Bahri thề trung thành với thủ lĩnh al-Qaeda. Theo Wright, tên thật của nhóm không được sử dụng trong các tuyên bố công khai vì "sự tồn tại của nó vẫn là một bí mật được giữ kín."
Sau khi Azzam bị ám sát vào năm 1989 và MAK tan rã, một số lượng đáng kể những người theo MAK đã gia nhập tổ chức mới của bin Laden.
Vào tháng 11 năm 1989, Ali Mohamed, một cựu trung sĩ lực lượng đặc biệt đóng tại Fort Bragg, Bắc Carolina, đã giải ngũ và chuyển đến California. Anh ta đã đến Afghanistan và Pakistan và trở thành người "tham gia sâu sắc vào các kế hoạch của bin Laden." Năm 1991, Ali Mohammed được cho là đã giúp dàn xếp việc đưa bin Laden tới Sudan.

### Chiến tranh vùng Vịnh và bắt đầu sự thù địch với Hoa Kỳ
Sau khi Liên Xô rút khỏi Afghanistan vào tháng 2 năm 1989, bin Laden trở về Ả Rập Xê Út. Cuộc xâm lược Kuwait của Iraq vào tháng 8 năm 1990 đã đặt Vương quốc và Hạ viện Saud cầm quyền vào tình thế nguy hiểm. Các mỏ dầu giá trị nhất thế giới nằm trong khoảng cách tầm với của các lực lượng Iraq ở Kuwait, và lời kêu gọi của Saddam đối với chủ nghĩa toàn Ả Rập / Hồi giáo có khả năng gây bất đồng nội bộ.
Trước sự hiện diện quân sự rầm rộ của Iraq, lực lượng của Ả Rập Xê Út đã đông hơn hẳn. Bin Laden đã đề nghị mujahideen của mình được phục vụ cho Vua Fahd để bảo vệ Ả Rập Saudi khỏi quân đội Iraq. Quốc vương Ả Rập Xê Út từ chối lời đề nghị của bin Laden, thay vào đó chọn việc cho phép các lực lượng Mỹ và đồng minh triển khai quân đội vào lãnh thổ Ả Rập Xê Út.
Việc này khiến bin Laden tức giận, vì ông ta tin rằng sự hiện diện của quân đội nước ngoài ở "vùng đất thiêng liêng của hai thánh đường Hồi giáo" (Mecca và Medina) làm nhơ bẩn vùng đất này. Sau khi lên tiếng công khai chống lại chính phủ Ả Rập Xê Út vì chứa chấp quân đội Mỹ, ông bị trục xuất và buộc phải sống lưu vong ở Sudan.

### Sudan
Từ khoảng năm 1992 đến năm 1996, al-Qaeda và bin Laden đặt trụ sở tại Sudan theo lời mời của nhà lý thuyết Hồi giáo Hassan al-Turabi. Động thái này diễn ra sau một cuộc đảo chính Hồi giáo ở Sudan, do Đại tá Omar al-Bashir lãnh đạo, người tuyên bố cam kết sắp xếp lại các giá trị chính trị của người Hồi giáo. Trong thời gian này, bin Laden đã hỗ trợ chính phủ Sudan, mua hoặc thành lập các doanh nghiệp kinh doanh khác nhau và thành lập các trại huấn luyện.
Một bước ngoặt quan trọng đối với bin Laden xảy ra vào năm 1993 khi Ả Rập Xê Út ủng hộ Hiệp định Oslo, vốn đặt ra con đường hòa bình giữa Israel và Palestine. Do bin Laden liên tục dùng ngôn ngữ tấn công vua Fahd của Ả Rập Xê Út, Fahd đã cử một phái viên đến Sudan vào ngày 5 tháng 3 năm 1994 để yêu cầu thu lại hộ chiếu của bin Laden. Quốc tịch Ả Rập Xê Út của Bin Laden cũng bị thu hồi. Gia đình bin Laden đã bị thuyết phục để cắt tiền trợ cấp 7 triệu đô la mỗi năm của Osama, và tài sản Ả Rập Xê Út của bin Laden bị đóng băng. Gia đình bin Laden đã công khai từ chối ông. Các chuyên gia tranh cãi về mức độ mà bin Laden tiếp tục thu hút được sự ủng hộ của các thành viên al-Qaeda sau đó.
Năm 1993, một nữ sinh trẻ tuổi đã bị giết trong một nỗ lực bất thành nhằm cướp đi sinh mạng của thủ tướng Ai Cập, Atef Sedki. Dư luận Ai Cập phản đối các vụ đánh bom của lực lượng Hồi giáo, và cảnh sát đã bắt 280 thành viên của al-Jihad và hành quyết 6 người. Vào tháng 6 năm 1995, một nỗ lực ám sát tổng thống Ai Cập Mubarak đã dẫn đến việc trục xuất tổ chức Thánh chiến Hồi giáo Ai Cập (EIJ), và vào tháng 5 năm 1996, bin Laden bị trục xuất khỏi Sudan.
Theo doanh nhân người Mỹ gốc Pakistan Mansoor Ijaz, chính phủ Sudan đã cho Chính quyền Clinton nhiều cơ hội để bắt giữ bin Laden. Các tuyên bố của Ijaz đã xuất hiện trong nhiều bài báo, bao gồm một bài đăng trên Los Angeles Times và một bài đăng trên tờ The Washington Post được viết chung với cựu Đại sứ Sudan Timothy M. Carney. Các cáo buộc tương tự đã được biên tập viên đóng góp của Vanity Fair, và Richard Miniter, tác giả của Losing bin Laden đưa ra trong một cuộc phỏng vấn tháng 11 năm 2003 với World.

### Tị nạn ở Afghanistan
Sau khi chế độ thân cộng sản ở Afghanistan sụp đổ vào năm 1992, Afghanistan đã không được chính phủ nào quản lý trong bốn năm và bị các cuộc đấu đá nội bộ liên tục giữa các nhóm mujahideen khác nhau tàn phá. Tình hình này cho phép Taliban tái tổ chức. Taliban cũng thu hút được sự ủng hộ từ các sinh viên tốt nghiệp từ các trường Hồi giáo, được gọi là madrassa. Theo Ahmed Rashid, 5 thủ lĩnh của Taliban đều tốt nghiệp Darul Uloom Haqqania, một madrassa ở thị trấn nhỏ Akora Khattak. Thị trấn nằm gần Peshawar ở Pakistan, nhưng trường phần lớn là những người tị nạn Afghanistan theo học. Tổ chức này phản ánh niềm tin của Salafi vào giáo lý của nó, và phần lớn kinh phí của nó đến từ các khoản đóng góp tư nhân của những người Ả Rập giàu có. Bốn trong số các thủ lĩnh của Taliban đã tham dự một madrassa được tài trợ và có ảnh hưởng tương tự ở Kandahar. Các liên hệ của Bin Laden là rửa tiền quyên góp cho các trường học này, và các ngân hàng Hồi giáo đã được sử dụng để chuyển tiền cho "một loạt" các tổ chức từ thiện đóng vai trò là các nhóm bình phong cho al-Qaeda.
Nhiều người trong số các mujahideen sau này gia nhập Taliban đã chiến đấu cùng với nhóm Harkat i Inqilabi của lãnh chúa Afghanistan Mohammad Nabi Mohammadi vào thời điểm Nga xâm lược. Nhóm này cũng nhận được sự trung thành của hầu hết các chiến binh Ả Rập Afghanistan.
Tình trạng vô luật pháp tiếp tục cho phép tổ chức Taliban đang phát triển và có kỷ luật tốt mở rộng quyền kiểm soát của nhóm đối với lãnh thổ ở Afghanistan, và tổ chức này đã thiết lập một vùng đất mà nó gọi là Các Tiểu vương quốc Hồi giáo của Afghanistan. Năm 1994, Taliban chiếm được trung tâm khu vực Kandahar, và sau khi giành được lãnh thổ nhanh chóng sau đó, Taliban đã chiếm được thủ đô Kabul vào tháng 9/1996.
Năm 1996, Afghanistan do Taliban kiểm soát đã tạo ra một căn cứ hoàn hảo cho al-Qaeda. Mặc dù không chính thức hợp tác với nhau, Al-Qaeda được hưởng sự bảo vệ của Taliban và hỗ trợ chế độ Taliban trong mối quan hệ cộng sinh bền chặt đến mức nhiều nhà quan sát phương Tây gọi Tiểu vương Hồi giáo Afghanistan của Taliban là "nhà nước được tài trợ khủng bố đầu tiên trên thế giới". Tuy nhiên, tại thời điểm này, chỉ có Pakistan, Ả Rập Xê-út và Các Tiểu vương quốc Ả Rập Thống nhất công nhận Taliban là chính phủ hợp pháp của Afghanistan.
Để đáp trả vụ đánh bom đại sứ quán Hoa Kỳ năm 1998, một căn cứ của al-Qaeda ở tỉnh Khost đã bị Hoa Kỳ tấn công trong Chiến dịch Infinite Reach.
Khi ở Afghanistan, chính phủ Taliban đã giao nhiệm vụ cho al-Qaeda huấn luyện Lữ đoàn 055, một phần tử tinh nhuệ của quân đội Taliban. Lữ đoàn chủ yếu bao gồm các chiến binh nước ngoài, các cựu chiến binh từ Cuộc xâm lược của Liên Xô, và những người tuân theo hệ tư tưởng của mujahideen. Vào tháng 11 năm 2001, khi Chiến dịch Tự do Bền vững lật đổ chính quyền Taliban, nhiều chiến binh của Lữ đoàn 055 đã bị bắt hoặc bị giết, và những người sống sót được cho là đã trốn thoát tới Pakistan cùng với bin Laden.
Vào cuối năm 2008, một số nguồn tin cho biết Taliban đã cắt đứt mọi quan hệ còn lại với al-Qaeda, tuy nhiên, có lý do để nghi ngờ điều này. Theo các quan chức tình báo quân sự cấp cao của Mỹ, có ít hơn 100 thành viên của al-Qaeda còn lại ở Afghanistan vào năm 2009.
Thủ lĩnh Al Qaeda, Asim Omar đã bị giết tại quận Musa Qala của Afghanistan sau cuộc không kích chung giữa Mỹ và Afghanistan vào ngày 23 tháng 9, Tổng cục An ninh Quốc gia Afghanistan (NDS) xác nhận vào tháng 10 năm 2019.
Trong một báo cáo công bố ngày 27 tháng 5 năm 2020, Nhóm Giám sát Hỗ trợ Phân tích và Trừng phạt của Liên Hợp Quốc tuyên bố rằng mối quan hệ Taliban-Al Qaeda vẫn bền chặt cho đến ngày nay và thêm vào đó, chính Al Qaeda cũng thừa nhận rằng tổ chức này hoạt động bên trong Afghanistan.
Vào ngày 26 tháng 7 năm 2020, một báo cáo của Liên Hợp Quốc cho biết nhóm Al Qaeda vẫn đang hoạt động tại 12 tỉnh ở Afghanistan và thủ lĩnh của nó là al-Zawahiri vẫn đang đóng đô ở nước này. và Nhóm Giám sát của Liên Hợp Quốc ước tính rằng tổng số chiến binh Al Qaeda ở Afghanistan là "từ 400 đến 600".

### Kêu gọi thánh chiến Salafi toàn cầu
Năm 1994, các nhóm Salafi tiến hành chủ nghĩa thánh chiến Salafi ở Bosnia bắt đầu suy tàn, và các nhóm như Thánh chiến Hồi giáo Ai Cập bắt đầu rời xa chủ nghĩa Salafi ở châu Âu. Al-Qaeda đã tham gia và nắm quyền kiểm soát khoảng 80% các tế bào vũ trang phi nhà nước ở Bosnia vào cuối năm 1995. Đồng thời, các hệ tư tưởng của al-Qaeda đã chỉ thị cho những kẻ tuyển mộ mạng lưới này tìm kiếm những người Hồi giáo quốc tế Jihadi, những người tin rằng cực đoan thánh chiến phải được chiến đấu trên phạm vi toàn cầu. Al-Qaeda cũng tìm cách mở "giai đoạn tấn công" của cuộc thánh chiến Salafi trên toàn cầu. Các phần tử Hồi giáo Bosnia vào năm 2006 đã kêu gọi "đoàn kết với các lý tưởng Hồi giáo trên toàn thế giới", ủng hộ quân nổi dậy ở Kashmir và Iraq cũng như các nhóm chiến đấu cho một nhà nước Palestine.

### Fatwa
Năm 1996, al-Qaeda tuyên bố tổ chức thánh chiến nhằm trục xuất quân đội và các lợi ích nước ngoài khỏi các vùng đất mà họ coi là vùng đất Hồi giáo. Bin Laden đã đưa ra một fatwa, mà giống như một tuyên bố công khai của kháng chiến chống Mỹ và các đồng minh, và bắt đầu với các nguồn lực tái tập trung của al-Qaeda vào các cuộc tấn công quy mô lớn, mang tính tuyên truyền.
Vào ngày 23 tháng 2 năm 1998, bin Laden và Ayman al-Zawahiri, một thủ lĩnh của tổ chức Thánh chiến Hồi giáo Ai Cập, cùng với ba thủ lĩnh Hồi giáo khác, đã đồng ký kết và đưa ra lời kêu gọi người Hồi giáo đi giết người Mỹ và đồng minh. Dưới ngọn cờ của Mặt trận Hồi giáo Thế giới chống lại người Do Thái và quân Thập tự chinh, hai người tuyên bố:
Phán quyết giết tất cả người Mỹ và đồng minh của họ – thường dân và quân đội – là nghĩa vụ cá nhân của mọi người Hồi giáo có thể thực hiện ở bất kỳ quốc gia nào có thể thực hiện, để giải phóng Nhà thờ Hồi giáo al-Aqsa [ở Jerusalem] và nhà thờ Hồi giáo linh thiêng [ở Mecca] khỏi sự kìm kẹp của họ, và để quân đội của họ có thể di chuyển khỏi mọi vùng đất Hồi giáo, bị đánh bại và không thể đe dọa bất kỳ người Hồi giáo nào. Điều này phù hợp với lời của Đấng Allah Toàn năng, và cùng nhau chiến đấu với những kẻ ngoại đạo như chúng cùng nhau chiến đấu với tất cả các bạn [và] chiến đấu với chúng cho đến khi không còn hỗn loạn hay áp bức nữa, và ở đó, công lý và đức tin vào Đấng Allah sẽ chiến thắng.' '

Cả bin Laden và al-Zawahiri đều không có uy tín học thuật truyền thống của Hồi giáo để đưa ra lệnh trừng phạt (fatwa). Tuy nhiên, họ từ chối quyền lực của ulema đương thời (mà họ coi là đầy tớ được trả lương của những người cai trị jahiliyya) và tự cho mình có quyền đó.

### Iraq
Al-Qaeda đã tiến hành các cuộc tấn công chống lại người Shia ở Iraq đa số nhằm kích động bạo lực giáo phái. Al-Zarqawi cố ý tuyên bố chiến tranh toàn diện với người Shiite trong khi tuyên bố chịu trách nhiệm về các vụ đánh bom nhà thờ Hồi giáo Shiite. Cùng tháng, một tuyên bố tự xưng là của Al-Qaeda ở Iraq đã bị bác bỏ là "giả". Trong một video tháng 12 năm 2007, al-Zawahiri bảo vệ Nhà nước Hồi giáo ở Iraq, nhưng lại tránh xa các cuộc tấn công nhằm vào dân thường, mà ông cho là do "những kẻ đạo đức giả và những kẻ phản bội đang tồn tại trong hàng ngũ" al-Qaeda thực hiện.
Các quan chức Mỹ và Iraq cáo buộc Al-Qaeda ở Iraq cố gắng đẩy Iraq vào một cuộc nội chiến toàn diện giữa người Hồi giáo Shiite tại Iraq và người Ả Rập dòng Hồi giáo Sunni. Điều này được thực hiện thông qua một chiến dịch dàn dựng gồm các vụ thảm sát thường dân và một số cuộc tấn công khiêu khích nhằm vào các mục tiêu tôn giáo nổi tiếng. Với các cuộc tấn công bao gồm vụ đánh bom nhà thờ Hồi giáo Imam Ali năm 2003, vụ đánh bom Ngày Ashura và Karbala và Najaf năm 2004, vụ đánh bom nhà thờ Hồi giáo al-Askari đầu tiên năm 2006 ở Samarra, một loạt vụ đánh bom chết người trong một ngày khiến ít nhất 215 người thiệt mạng ở Quận của người Shiite ở thành phố Sadr, và vụ đánh bom al-Askari thứ hai vào năm 2007, Al-Qaeda ở Iraq đã kích động lực lượng dân quân người Shiite tung ra một làn sóng tấn công trả đũa, dẫn đến những vụ giết người kiểu sát thủ và khiến bạo lực giáo phái leo thang vào năm 2006. Năm 2008, các vụ đánh bom giáo phái do al-Qaeda gây ra ở Iraq đã giết chết ít nhất 42 người tại đền Imam Husayn ở Karbala vào tháng 3 và ít nhất 51 người tại một trạm xe buýt ở Baghdad vào tháng 6.
Vào tháng 2 năm 2014, sau một cuộc tranh chấp kéo dài với tổ chức kế nhiệm của al-Qaeda tại Iraq, Nhà nước Hồi giáo Iraq và Levant (ISIS), al-Qaeda đã công khai tuyên bố cắt đứt mọi quan hệ với phân nhóm này, vốn được coi là quá tàn bạo và "ương ngạnh".

### Somalia và Yemen

Tình hình quân sự hiện tại ở Somalia:
Do Al-Shabaab và Hizbul Islam quản lý

Tình hình quân sự hiện tại ở Yemen: Được kiểm soát bởi al-Qaeda và Ansar al-Sharia

Tại Somalia, các điệp viên al-Qaeda đã hợp tác chặt chẽ với phân nhóm Somali của tổ chức này, vốn được tạo ra từ nhóm al-Shabaab. Vào tháng 2 năm 2012, al-Shabaab chính thức gia nhập al-Qaeda, tuyên bố trung thành trong một đoạn video. Al-Qaeda Somalia tuyển dụng trẻ em để huấn luyện đánh bom liều chết và tuyển mộ thanh niên tham gia vào các chiến dịch chống lại người Mỹ.
Tỷ lệ các cuộc tấn công ở Thế giới thứ nhất bắt nguồn từ biên giới Afghanistan-Pakistan (AfPak) đã giảm bắt đầu từ năm 2007, khi al-Qaeda chuyển sang Somalia và Yemen. Trong khi các thủ lĩnh al-Qaeda ẩn náu trong các khu vực bộ lạc dọc biên giới AfPak, các thủ lĩnh cấp trung tăng cường hoạt động ở Somalia và Yemen.
Vào tháng 1 năm 2009, bộ phận của al-Qaeda ở Ả Rập Xê Út đã hợp nhất với phân nhánh Yemen của nó để thành lập tổ chức al-Qaeda ở Bán đảo Ả Rập (AQAP). Đặt trung tâm ở Yemen, nhóm này tận dụng lợi thế của nền kinh tế, nhân khẩu học và an ninh nội địa nghèo nàn của quốc gia này. Vào tháng 8 năm 2009, nhóm này đã thực hiện một vụ ám sát nhằm vào một thành viên của hoàng gia Ả Rập Xê Út. Tổng thống Obama yêu cầu Ali Abdullah Saleh đảm bảo hợp tác chặt chẽ hơn với Mỹ trong cuộc đấu tranh chống lại hoạt động ngày càng tăng của al-Qaeda ở Yemen, đồng thời hứa sẽ gửi thêm viện trợ. Các cuộc chiến ở Iraq và Afghanistan đã thu hút sự chú ý của Mỹ và bỏ qua Somalia và Yemen. Vào tháng 12/2011, Bộ trưởng Quốc phòng Mỹ Leon Panetta cho biết các hoạt động của Mỹ chống lại al-Qaeda "hiện đang tập trung vào các nhóm chủ chốt ở Yemen, Somalia và Bắc Phi." Al-Qaeda ở Bán đảo Ả Rập đã lên tiếng nhận trách nhiệm về vụ đánh bom năm 2009 trên Chuyến bay 253 của Northwest Airlines do Umar Farouk Abdulmutallab thực hiện. AQAP tuyên bố là Tiểu vương quốc Al-Qaeda ở Yemen vào ngày 31 tháng 3 năm 2011, sau khi chiếm được hầu hết tỉnh Abyan.
Khi cuộc can thiệp quân sự do Ả Rập Xê-út lãnh đạo leo thang vào tháng 7 năm 2015, 50 dân thường đã thiệt mạng và 20 triệu người cần viện trợ. Vào tháng 2/2016, lực lượng al-Qaeda và liên quân do Ả Rập Xê-út đứng đầu đã giao tranh với phiến quân Houthi trong cùng một trận chiến. Vào tháng 8 năm 2018, Al Jazeera đưa tin rằng "Một liên minh quân sự chiến đấu với phiến quân Houthi đã đảm bảo các giao dịch bí mật với al-Qaeda ở Yemen và tuyển mộ hàng trăm chiến binh của nhóm này... Các nhân vật chủ chốt trong quá trình thỏa thuận cho biết Hoa Kỳ đã biết về các thỏa thuận và đã ngăn chặn các cuộc tấn công bằng máy bay không người lái nhằm vào nhóm vũ trang do Osama bin Laden tạo ra vào năm 1988. "

### Hoạt động tại Hoa Kỳ
Tháng 12/1998, Giám đốc Trung tâm Chống khủng bố CIA báo cáo với Tổng thống Bill Clinton rằng al-Qaeda đang chuẩn bị tiến hành các cuộc tấn công ở Hoa Kỳ và nhóm này đang đào tạo nhân viên để cướp máy bay. Vào ngày 11 tháng 9 năm 2001, al-Qaeda tấn công Hoa Kỳ, cướp 4 máy bay trong nước và cố tình đâm 2 chiếc vào tòa tháp đôi của Trung tâm Thương mại Thế giới ở Thành phố New York. Chiếc máy bay thứ ba đã đâm vào phía tây của Lầu Năm Góc ở Quận Arlington, Virginia. Chiếc máy bay thứ tư đã bị rơi xuống một cánh đồng ở Shanksville, Pennsylvania. Tổng cộng, những kẻ tấn công này đã giết chết 2.977 nạn nhân và hơn 6.000 người khác bị thương.

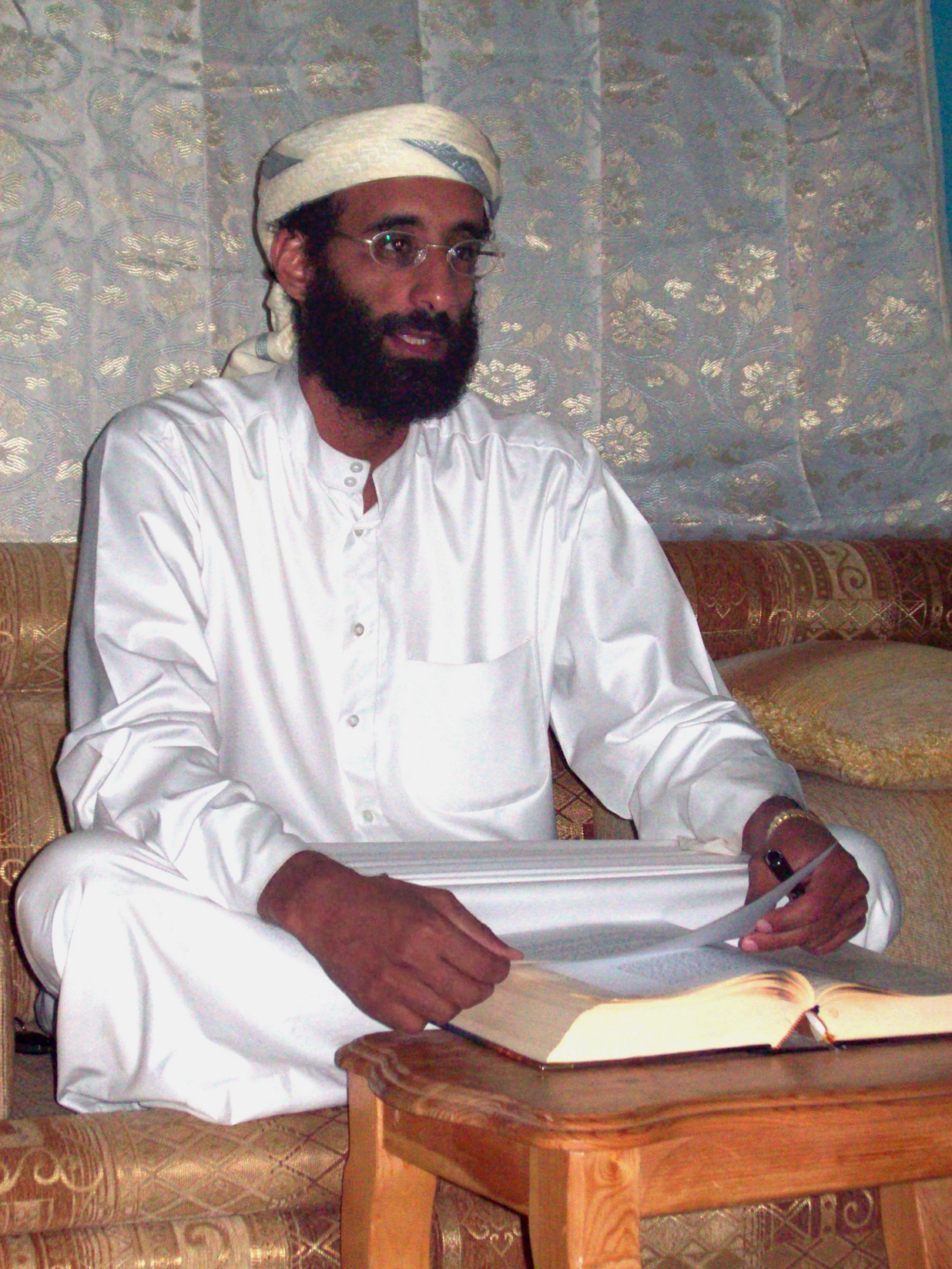
Anwar al-Awlaki

Các quan chức Hoa Kỳ lưu ý rằng Anwar al-Awlaki có tầm hoạt động đáng kể trong phạm vi Hoa Kỳ. Một cựu nhân viên FBI đã xác định Awlaki là "kẻ tuyển mộ cấp cao cho al-Qaeda", và là động lực tinh thần của nhóm. Các buổi thuyết pháp của Awlaki ở Mỹ có sự tham gia của ba trong số những kẻ không tặc vụ 11/9 và bị cáo buộc tội giết người của kẻ xả súng tại Fort Hood là Nidal Hasan. Tình báo Hoa Kỳ đã chặn được các email từ Hasan đến Awlaki trong khoảng thời gian từ tháng 12 năm 2008 đến đầu năm 2009. Trên trang web của mình, Awlaki đã ca ngợi hành động của Hasan trong vụ xả súng Fort Hood.
Một quan chức giấu tên tuyên bố có lý do chính đáng để tin rằng Awlaki "đã tham gia vào các hoạt động khủng bố rất nghiêm trọng kể từ khi rời Mỹ [năm 2002], bao gồm cả âm mưu tấn công chống lại Mỹ và các đồng minh." Tổng thống Hoa Kỳ Barack Obama đã phê chuẩn việc giết al-Awlaki có chủ đích vào tháng 4 năm 2010, biến al-Awlaki trở thành công dân Hoa Kỳ đầu tiên từng bị CIA đưa vào danh sách mục tiêu. Điều đó cần có sự đồng ý của Hội đồng An ninh Quốc gia Hoa Kỳ và các quan chức cho rằng việc giết người này là phù hợp vì cá nhân này gây ra mối nguy hiểm sắp xảy ra đối với an ninh quốc gia. Vào tháng 5 năm 2010, Faisal Shahzad, kẻ đã nhận tội thực hiện vụ đánh bom xe hơi ở Quảng trường Thời đại năm 2010, nói với các nhà thẩm vấn rằng anh ta "được truyền cảm hứng từ" al-Awlaki, và các nguồn tin cho biết Shahzad đã liên hệ với al-Awlaki qua Internet. Đại diện Jane Harman gọi anh ta là "kẻ khủng bố số một", và tờ Investor's Business Daily gọi al-Awlaki là "người đàn ông nguy hiểm nhất thế giới". Vào tháng 7 năm 2010, Bộ Tài chính Hoa Kỳ đã thêm al-Awlaki vào danh sách Những kẻ khủng bố toàn cầu được chỉ định đặc biệt, và Liên Hợp Quốc đã thêm hắn vào danh sách những cá nhân có liên hệ với al-Qaeda. Vào tháng 8 năm 2010, cha của al-Awlaki đã khởi kiện chính phủ Hoa Kỳ với Liên minh Tự do Dân sự Hoa Kỳ, thách thức lệnh giết al-Awlaki của tổ chức này. Vào tháng 10 năm 2010, các quan chức Mỹ và Anh đã liên hệ al-Awlaki với âm mưu đánh bom máy bay chở hàng năm 2010. Vào tháng 9 năm 2011, al-Awlaki đã bị giết trong một cuộc tấn công bằng máy bay không người lái giết người có chủ đích ở Yemen. Vào ngày 16 tháng 3 năm 2012, có thông tin cho rằng Osama bin Laden đã có âm mưu giết Tổng thống Hoa Kỳ Barack Obama.

### Cái chết của Osama bin Laden

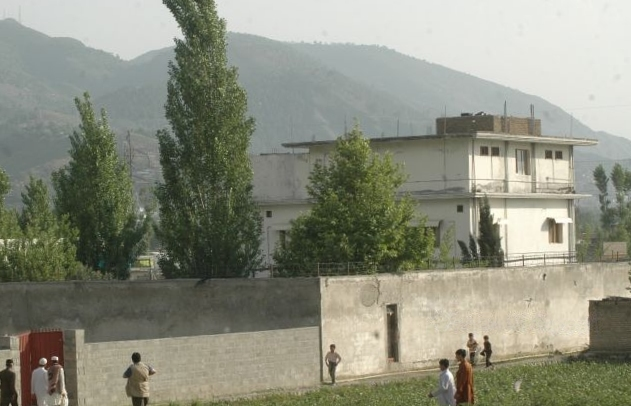
Quang cảnh khu nhà của Osama bin Laden ở Abbottabad, Pakistan, nơi bin Laden bị giết vào ngày 1/5/2011

Vào ngày 1 tháng 5 năm 2011, Tổng thống Hoa Kỳ Barack Obama thông báo rằng Osama bin Laden đã bị giết bởi "một nhóm nhỏ lính Mỹ" hành động theo lệnh trực tiếp, trong một hoạt động bí mật ở Abbottabad, Pakistan. Hành động đột kích này đã diễn ra tại địa điểm cách 50 km (31 mi) phía bắc của Islamabad. Theo các quan chức Mỹ, một đội gồm 20–25 lính SEAL của Hải quân Mỹ dưới sự chỉ huy của Bộ Chỉ huy Tác chiến Đặc biệt đã ập vào khu nhà của bin Laden bằng hai máy bay trực thăng. Bin Laden và những người đi cùng đã bị giết trong một cuộc đọ súng mà lực lượng Hoa Kỳ không có thương vong. Theo một quan chức Mỹ, cuộc tấn công này đã được thực hiện mà không có sự đồng ý của chính quyền Pakistan. Ở Pakistan, một số người được báo cáo là đã bị sốc trước sự xâm nhập trái phép của các lực lượng vũ trang Hoa Kỳ. Địa điểm này cách Học viện Quân sự Pakistan ở Kakul vài dặm.
Trong thông báo phát đi của mình, Tổng thống Obama nói rằng các lực lượng Hoa Kỳ đã "cẩn thận để tránh thương vong cho dân thường". Chi tiết nhanh chóng xuất hiện rằng ba người đàn ông và một phụ nữ đã bị giết cùng với bin Laden, người phụ nữ bị giết khi cô được "sử dụng làm lá chắn bởi một chiến binh nam giới". DNA từ thi thể bin Laden, so với các mẫu DNA trong hồ sơ từ người chị gái đã chết của bin Laden, đã xác nhận danh tính của bin Laden. Thi thể đã được quân đội Hoa Kỳ lấy đi và đang bị giữ lại cho đến khi, theo một quan chức Hoa Kỳ, thi thể của bin Laden được chôn cất trên biển theo truyền thống Hồi giáo. Một quan chức Mỹ nói rằng "việc tìm kiếm một quốc gia sẵn sàng tiếp nhận hài cốt của một tên khủng bố bị truy nã gắt gao nhất thế giới là rất khó khăn." Một quan chức cấp cao của Mỹ cho biết Bộ Ngoại giao Mỹ đã ban hành "Cảnh báo trên toàn thế giới" đối với những người Mỹ sau cái chết của bin Laden và các cơ sở ngoại giao của Mỹ ở khắp mọi nơi đã được đặt trong tình trạng báo động cao. Đám đông đã tụ tập bên ngoài Nhà Trắng và tại Quảng trường Thời đại của thành phố New York để ăn mừng cái chết của bin Laden.

### Syria

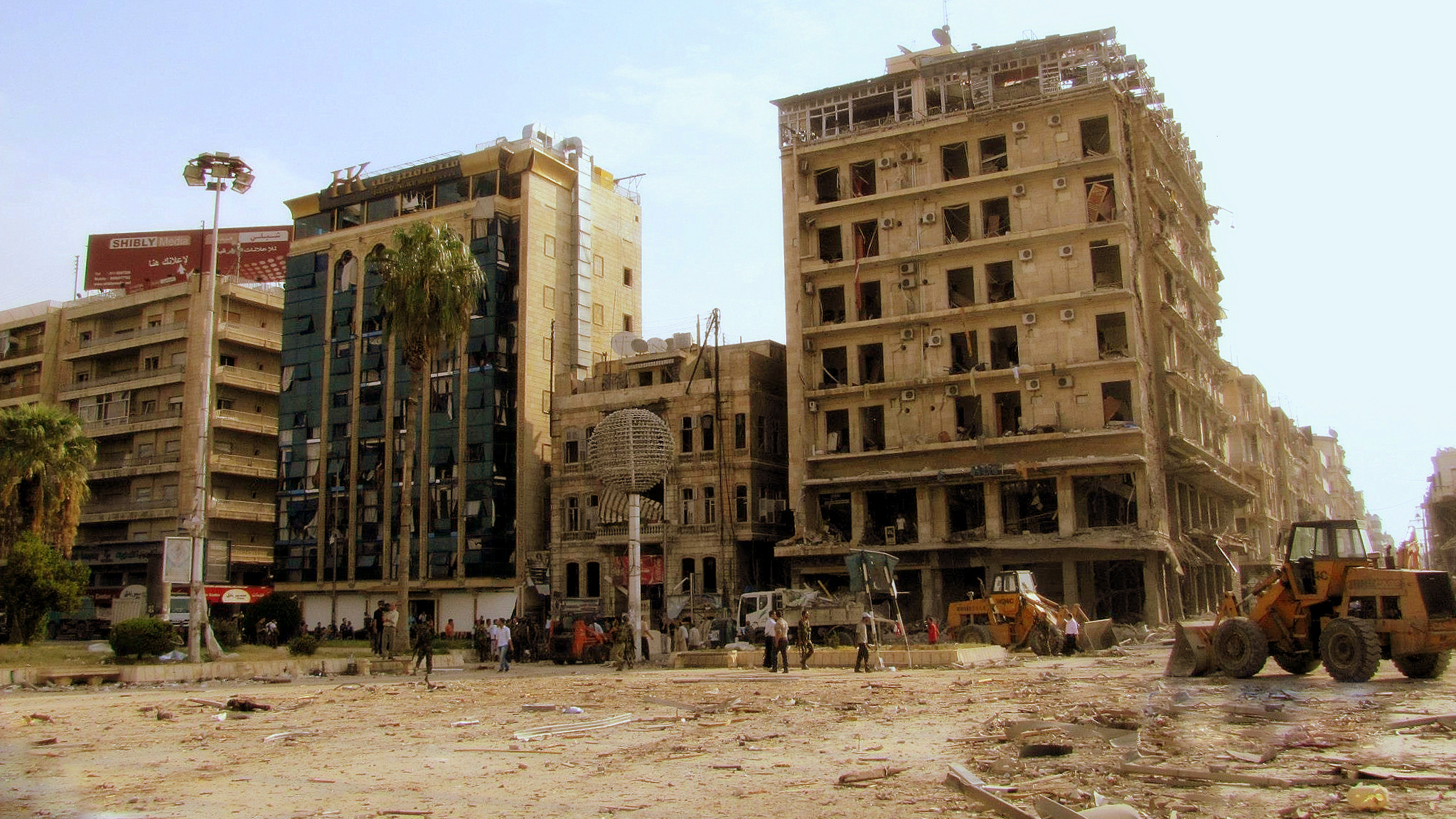
Hiện trường vụ đánh bom Aleppo vào tháng 10 năm 2012, trong đó Mặt trận al-Nusra nhận trách nhiệm

Năm 2003, Tổng thống Bashar al-Assad tiết lộ trong một cuộc phỏng vấn với một tờ báo Kuwait rằng ông nghi ngờ al-Qaeda thậm chí còn tồn tại. Ông được trích dẫn đã nói, "Có thực sự có một thực thể được gọi là al-Qaeda? Nó có ở Afghanistan không? Bây giờ nó có tồn tại không? " Ông tiếp tục nhận xét sâu hơn về bin Laden, bình luận rằng "[ông ấy] không thể nói chuyện điện thoại hoặc sử dụng Internet, nhưng ông ấy có thể hướng thông tin liên lạc đến khắp nơi trên thế giới? Điều này là phi logic."
Sau các cuộc biểu tình rộng khắp diễn ra vào năm 2011, yêu cầu al-Assad phải từ chức, các nhóm liên kết với al-Qaeda và những người có cảm tình với Hồi giáo Sunni đã sớm bắt đầu tạo thành một lực lượng chiến đấu hiệu quả chống lại al-Assad. Trước Nội chiến Syria, sự hiện diện của al-Qaeda ở Syria là không đáng kể, nhưng sự phát triển của nó sau đó rất nhanh chóng. Các nhóm như Mặt trận al-Nusra, Nhà nước Hồi giáo Iraq và Levant đã tuyển mộ nhiều Mujahideen nước ngoài để huấn luyện và chiến đấu trong cuộc chiến dần trở thành một cuộc chiến mang tính giáo phái cao. Về mặt ý thức hệ, Nội chiến Syria đã phục vụ lợi ích của al-Qaeda khi nó tạo ra một phe đối lập chủ yếu là người Hồi giáo Sunni chống lại một chính phủ thế tục. Al-Qaeda và các nhóm chiến binh Hồi giáo Sunni theo chủ nghĩa chính thống khác đã đầu tư rất nhiều vào cuộc xung đột dân sự, đôi khi tích cực ủng hộ và hỗ trợ phe Đối lập chính thống ở Syria.
Vào ngày 2 tháng 2 năm 2014, al-Qaeda tách ra khỏi ISIS và các hoạt động của nó ở Syria; tuy nhiên, trong giai đoạn 2014–15, ISIS và Mặt trận al-Nusra có vẫn có thể hợp tác đôi khi trong cuộc chiến chống lại chính phủ Syria. Al-Nusra (được Ả Rập Xê-út và Thổ Nhĩ Kỳ hậu thuẫn như một phần của Quân đội Chinh phục trong giai đoạn 2015–2017) đã thực hiện nhiều cuộc tấn công và ném bom, chủ yếu nhằm vào các mục tiêu có liên quan hoặc ủng hộ chính phủ Syria. Từ tháng 10 năm 2015, các cuộc không kích của Nga nhắm vào các vị trí do Mặt trận al-Nusra nắm giữ, cũng như các phiến quân Hồi giáo và phi Hồi giáo khác, trong khi Mỹ cũng tổ chức không kích nhằm vào al-Nusra. Vào đầu năm 2016, một tổ chức tư tưởng hàng đầu của ISIL đã mô tả al-Qaeda là "những người Do Thái thánh chiến".

### Ấn Độ
Vào tháng 9 năm 2014, al-Zawahiri tuyên bố al-Qaeda đang thành lập một mặt trận ở Ấn Độ để "tiến hành thánh chiến chống lại kẻ thù, giải phóng đất đai, khôi phục chủ quyền và hồi sinh Caliphate." Al-Zawahiri đã đề cử Ấn Độ làm đầu tàu cho các cuộc thánh chiến trong khu vực ở các nước láng giềng như Myanmar và Bangladesh. Động cơ của video đã bị nghi ngờ vì có vẻ như nhóm chiến binh này đang đấu tranh để duy trì sự phù hợp trong bối cảnh ISIS đang nổi bật. Chi nhánh mới được gọi là "Qaedat al-Jihad fi'shibhi al-qarrat al-Hindiya" hoặc al-Qaida ở Tiểu lục địa Ấn Độ (AQIS). Các nhà lãnh đạo của một số tổ chức Hồi giáo Ấn Độ đã bác bỏ tuyên bố của al-Zawahiri, nói rằng họ không thấy AQIS có điều gì tốt đẹp và coi đó là mối đe dọa đối với thanh niên Hồi giáo trong nước.
Vào năm 2014, Zee News đưa tin rằng Bruce Riedel, cựu nhà phân tích CIA và là quan chức Hội đồng An ninh Quốc gia khu vực Nam Á, đã cáo buộc tình báo quân đội Pakistan và Cơ quan Tình báo Liên ngành (ISI) tổ chức và hỗ trợ Al-Qaeda tổ chức ở Ấn Độ. Pakistan phải được cảnh báo rằng nước này sẽ được đưa vào danh sách Nhà nước bảo trợ khủng bố, và rằng "Zawahiri đã quay đoạn băng tại nơi ẩn náu của hắn ở Pakistan, và nhiều người Ấn Độ nghi ngờ ISI đang giúp bảo vệ hắn."

## Các cuộc tấn công

Bản đồ các cuộc tấn công gần đây của al-Qaeda:
1. The Pentagon, Mỹ – 11 tháng 9 năm 2001
2. World Trade Center, Mỹ – 11 tháng 9 năm 2001
3. Istanbul, Thổ Nhĩ Kỳ – 15 tháng 11 năm 2003; 20 tháng 11 năm 2003
4. Aden, Yemen – 12 tháng 10 năm 2000
5. Nairobi, Kenya – Aug 7, 1998
6. Dar es Salaam, Tanzania – Aug 7, 1998

Al-Qaeda đã thực hiện tổng cộng 6 cuộc tấn khủng bố lớn, bốn trong số đó là các cuộc thánh chiến chống lại Mỹ. Trong mỗi trường hợp  những kẻ cầm đầu lên kế hoạch cho cuộc tấn công vào năm sau, sắp đặt các cuộc vận chuyển vũ khí và chất nổ và dùng các nhà buôn để giúp các lực lượng hành động có nơi ẩn nấp và thẻ căn cước giả.

### 1992
Ngày 29 tháng 12 năm 1992, hai quả bom phát nổ tại Aden, Yemen là vụ tấn công khủng bố đầu tiên của al-Qaeda. Mục tiêu đầu tiên là khách sạn Movepick và mục tiêu thứ 2 là bãi đậu xe của khách sạn Goldmohur.
Các cuộc đánh bom này là sự nỗ lực loại bỏ lính Mỹ đang trên đường đến Somalia tham gia vào các nỗ lực cứu trợ nạn đói quốc tế. Trong nội bộ, Al-qaeda coi vụ đánh bom này là 1 thành công trong việc đánh đổi lính Mỹ, nhưng ở Mỹ, cuộc tấn công này ít được chú ý.
Không có người Mỹ nào thiệt mạng vì lúc đó tất cả binh lính Mỹ đang ở tại 1 khách sạn khác và họ đã tới Somalia như dự định. Tuy nhiên, cũng có vài điểm đáng chú ý, đây cũng là 1 cuộc tấn công then chốt được coi là sự khởi đầu trong sự thay đổi chỉ đạo của Al- Qaeda, từ đánh lại quân đội tới sát hại dân thường. Hai người đã thiệt mạng trong cuộc đánh bom, 1 khách du lịch người Úc và 1 nhân viên khách sạn người Yemen, 7 người khác (hầu hết là người Yemen) bị thương nặng.
Hai fatwa của Hồi giáo được cho là đã bị chọn bởi hầu hết kiến thức thần học của các thành viên Al-Qaeda, Mamdouh Mahmud Salim, để biện minh cho các vụ tàn sát theo luật Hồi giáo.Salim đã đề cập đến 1 đạo luật Hồi giáo nổi tiếng của Ibn Taymiyyah, một học giả thế kỷ XIII rất được tôn kính, đạo luật trừng phạt sự phản kháng dưới mọi hình thức trong các cuộc xâm lược của Mông Cổ.

### Vụ đánh bom trung tâm thương mại thế giới 1993
Vào năm 1993, Ramzi Yousef đã sử dụng 1 quả bom xe tải để tấn công trung tâm thương mại thế giới ở Thành phố New York. Vụ tấn công được lên kế hoặch là sẽ đánh vào tòa nhà 1 để nó đổ vào tòa nhà 2 và tất cả sẽ sụp đổ.
Yousef đã hy vọng vụ tấn công này có thể cướp đi sinh mạng của 25,000 người. Các tòa nhà đã bị rung chuyển và lung lay. Và Yousef sát hại thành công 6 người (Mặc dù hắn đã làm bị thương 1,042 người khác và tổn thất về tài sản lên tới gần 300 triệu đô la Mỹ).
Sau cuộc tấn công Yousef đã chạy trốn đến Pakistan và sau đó là Manila. Tại đây hắn bắt đầu phát triển các kế hoạch làm nổ tung đồng thời 1 chục chiếc máy bay của các hãng hàng không Mỹ, nhằm ám sát Giáo hoàng John Paul II và tổng thống Bill Clinton và đâm thẳng 1 chiếc máy bay cá nhân vào trụ sở của CIA. Cuối cùng hắn bị bắt giam tại Pakistan.
Không có bất cứ 1 cáo trạng nào của chính phủ Mỹ đưa ra chống lại Osama bin Laden có bất kì mối liên hệ với vụ đánh bom này, nhưng Ramzi Yousef được biết rằng đã tham gia trại huấn luyện khủng bố tại Afghanistan. Sau khi hắn bị bắt, Yousef đã tuyên bố rằng sự biện minh đầu tiên của hắn cho vụ tấn công là để trừng phạt nước Mỹ vì hành động ủng hộ sự chiếm đóng của người Israel đối với khủng bố người Palestine và không đề cập tới bất kì động cơ tôn giáo nào.

### Cuối những năm 1990

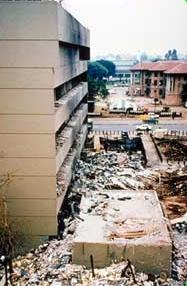
Năm 1998: vụ đánh bom đại sứ quán Nairobi

Năm 1996, bin Laden đích thân lập âm mưu ám sát Tổng thống Hoa Kỳ Bill Clinton khi tổng thống đang ở Manila để tham dự Diễn đàn Hợp tác Kinh tế Châu Á - Thái Bình Dương. Tuy nhiên, các nhân viên tình báo đã chặn được một tin nhắn trước khi đoàn xe rời đi, và báo cho Cơ quan Mật vụ Hoa Kỳ. Các nhân viên sau đó đã phát hiện ra một quả bom được gắn dưới gầm cầu.
Ngày 7 tháng 8 năm 1998, al-Qaeda đánh bom các đại sứ quán Mỹ ở Đông Phi, giết chết 224 người, trong đó có 12 người Mỹ. Để trả đũa, một loạt tên lửa hành trình do quân đội Mỹ phóng đi đã tàn phá một căn cứ của al-Qaeda ở Khost, Afghanistan. Al-Qaeda không hề hấn gì. Vào cuối năm 1999 và năm 2000, Al-Qaeda đã lên kế hoạch cho các cuộc tấn công trùng với thiên niên kỷ, do Abu Zubaydah chủ mưu và có sự tham gia của Abu Qatada, bao gồm vụ đánh bom các thánh địa Thiên chúa giáo ở Jordan, vụ đánh bom sân bay quốc tế Los Angeles của Ahmed Ressam, và vụ đánh bom USS The Sullivans (DDG-68).
Vào ngày 12 tháng 10 năm 2000, các chiến binh al-Qaeda ở Yemen đã ném bom tàu khu trục tên lửa USS Cole trong một cuộc tấn công liều chết, giết chết 17 quân nhân Mỹ và làm hỏng con tàu khi nó nằm ngoài khơi. Lấy cảm hứng từ sự thành công của một cuộc tấn công ngang nhiên như vậy, bộ phận chỉ huy của al-Qaeda bắt đầu chuẩn bị cho một cuộc tấn công trực tiếp vào Hoa Kỳ.

### Vụ tấn công 11 tháng 9

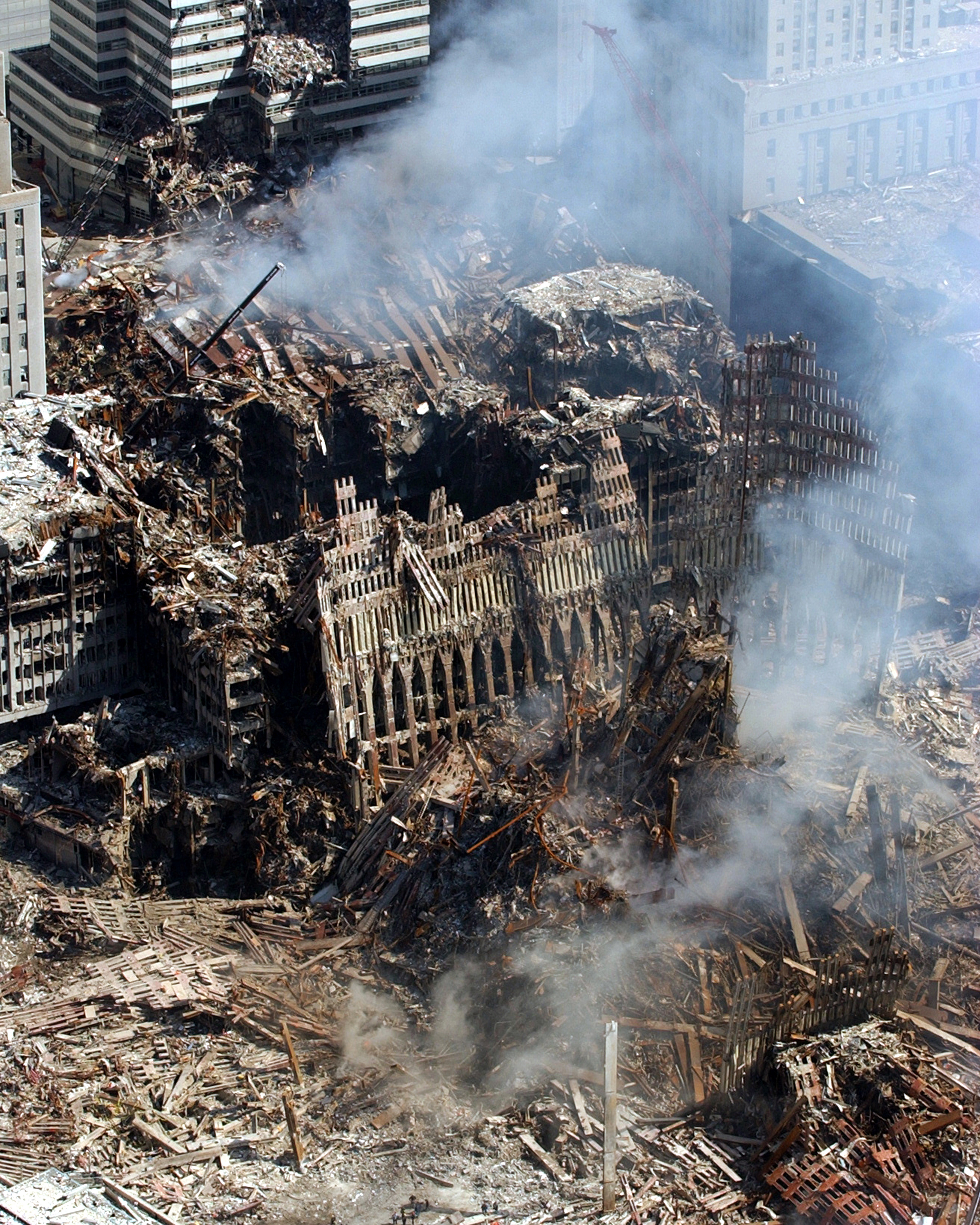
Quang cảnh WTC tại New York sau vụ tấn công 11 tháng 9 năm 2001.

Cuộc tấn công ngày 11 tháng 9 của al-Qaeda đã giết chết 2.977 người – 2.507 dân thường, 343 lính cứu hỏa, 72 nhân viên thực thi pháp luật và 55 quân nhân. Hai chiếc máy bay thương mại đã cố tình bay vào tòa tháp đôi của Trung tâm Thương mại Thế giới, chiếc thứ ba vào Lầu Năm Góc và chiếc thứ tư, ban đầu nhằm vào Điện Capitol Hoa Kỳ hoặc Nhà Trắng, đã bị rơi tại một cánh đồng ở Thị trấn Stonycreek gần Shanksville, Pennsylvania. Đây cũng là cuộc tấn công nước ngoài đẫm máu nhất trên đất Mỹ kể từ cuộc tấn công của Nhật Bản vào Trân Châu Cảng vào ngày 7 tháng 12 năm 1941.
Các cuộc tấn công này al-Qaeda được thực hiện bởi, hành động phù hợp với các Fatwa 1998 ban hành chống lại Mỹ và các đồng minh bằng những người cảm tử dưới sự chỉ huy của bin Laden, al-Zawahiri, và những người khác. Bằng chứng cho thấy các đội cảm tử do chỉ huy quân đội al-Qaeda Mohamed Atta chỉ huy là thủ phạm của các vụ tấn công, với bin Laden, Ayman al-Zawahiri, Khalid Sheikh Mohammed và Hambali là những người lập kế hoạch chủ chốt và là một phần của bộ chỉ huy quân sự và chính trị của al-Qaeda.
Các thông điệp do bin Laden đưa ra sau ngày 11 tháng 9 năm 2001, đã ca ngợi các cuộc tấn công và giải thích động cơ của các hành động này trong khi phủ nhận bất kỳ sự liên quan nào. Bin Laden đã hợp pháp hóa các cuộc tấn công bằng cách xác định những bất bình mà cả người Hồi giáo chính thống và Hồi giáo chủ nghĩa cảm thấy, chẳng hạn như nhận thức chung rằng Mỹ đang tích cực đàn áp những người Hồi giáo.
Bin Laden tin rằng rằng Mỹ đang thảm sát những người dân Hồi giáo ở Palestine, Chechnya, Kashmir và Iraq và rằng người Hồi giáo nên giữ lại "quyền tấn công để trả thù". Bin Laden cũng tuyên bố cuộc tấn công 11/9 không nhắm vào phụ nữ và trẻ em mà nhắm vào " biểu tượng quân sự và sức mạnh kinh tế của Mỹ", mặc dù thực tế bin Laden đã lên kế hoạch tấn công vào buổi sáng khi hầu hết những người trong các mục tiêu dự định đều có mặt và do đó tạo ra số thương vong về người tối đa.
Dẫn chứng đã làm sáng tỏ mục tiêu ban đầu của cuộc tấn công có thể đã là các nhà máy điện hạt nhân ở vùng biển phía đông nước Mỹ. Sau đó al-Qaeda đã thay đổi kế hoạch, vì cuộc tấn công vào các nhà máy điện được e ngại là có thể vượt quá tầm kiểm soát.

## Bị chỉ định là một nhóm khủng bố
Al-Qaeda được các quốc gia và tổ chức quốc tế sau coi là một nhóm khủng bố được chỉ định:
- Australia[235]
- Azerbaijan[236]
- Bahrain[237]
- Belarus[238]
- Brazil[239]
- Canada[240]
- European Union[241]
- Pháp[242]
- Ấn Độ[243]
- Indonesia[244]
- Iran[245]
- Ireland[246]
- Israel[247][248]
- Nhật Bản[249]
- Kazakhstan[250]
- Kyrgyzstan[251]
- NATO[252][253]
- Malaysia[254]
- Hà Lan[255]
- New Zealand[256]
- Pakistan[257]
- Philippines[258]
- Nga[259]
- Ả Rập Xê Út[260]
- Hàn Quốc[261]
- Sweden[262]
- Switzerland[263]
- Tajikistan[264][265]
- Trung Quốc[266][267]
- Thổ Nhĩ Kỳ với chi nhánh của Al-Qaeda tại Thổ Nhĩ Kỳ[268]
- United Arab Emirates[269]
- United Kingdom[270]
- United Nations Security Council[271]
- Hoa Kỳ[272]
- Uzbekistan[273][274]
- Việt Nam[275]

## Chiến tranh chống khủng bố

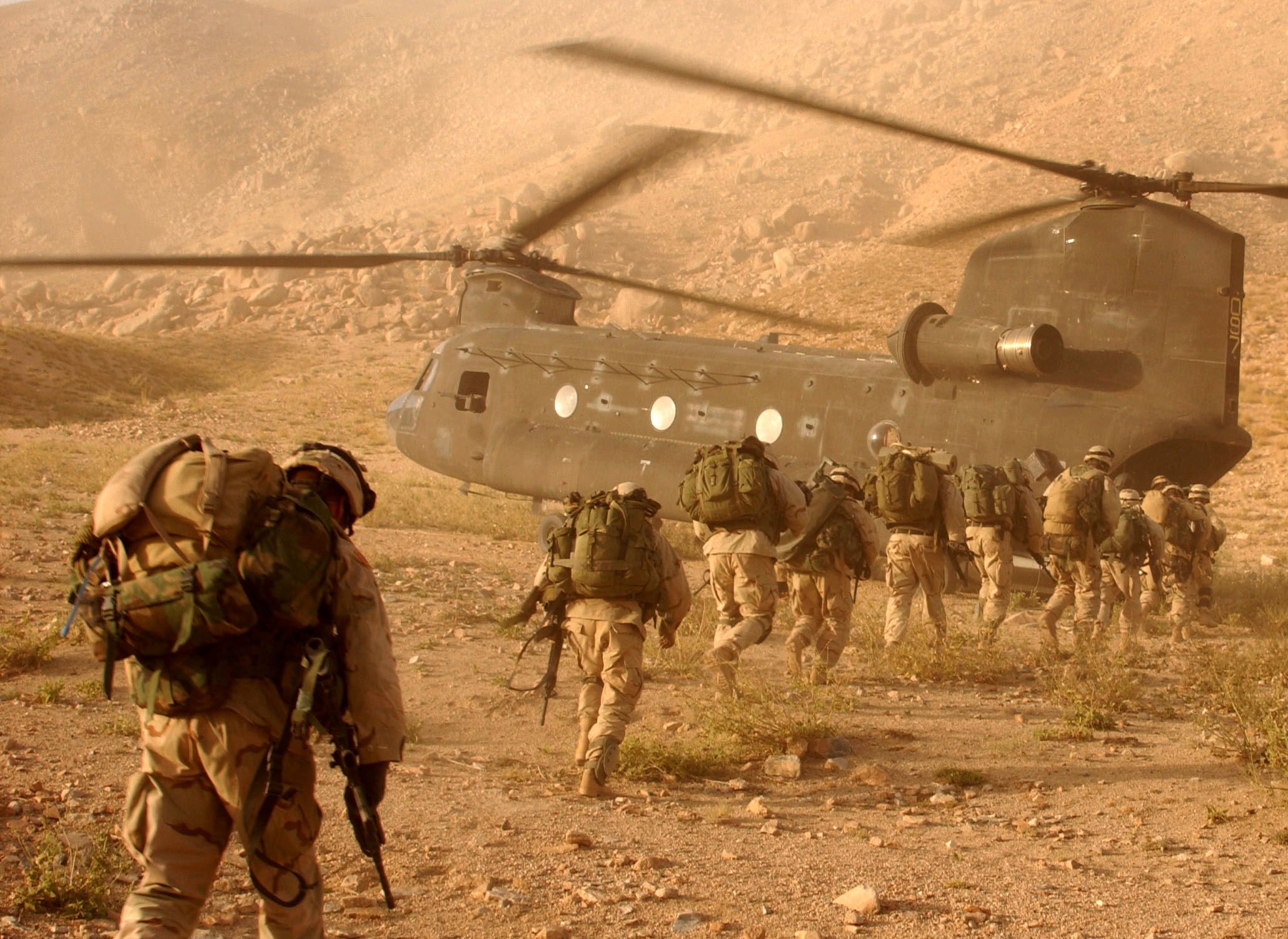
Quân đội Mỹ ở Afghanistan

Ngay sau vụ tấn công 11/9, chính phủ Mỹ đã đáp trả và bắt đầu chuẩn bị lực lượng vũ trang để lật đổ Taliban, tổ chức mà họ tin rằng đang chứa chấp al-Qaeda. Mỹ cho phép thủ lĩnh Taliban Mullah Omar cơ hội đầu hàng bin Laden và các cộng sự hàng đầu của hắn. Các lực lượng đầu tiên được đưa vào Afghanistan là các sĩ quan bán quân sự từ Bộ phận hoạt động đặc biệt tinh nhuệ của CIA (SAD).
Taliban đề nghị giao nộp bin Laden cho một quốc gia trung lập để xét xử nếu Mỹ cung cấp được bằng chứng về sự đồng lõa của bin Laden trong các vụ tấn công. Tổng thống Mỹ George W. Bush đáp lại: "Chúng tôi biết ông ta có tội. Hãy lật tẩy ông ta", và Thủ tướng Anh Tony Blair cảnh báo chế độ Taliban: "Hãy giao nộp bin Laden, hoặc bạn sẽ phải giao nộp quyền lực."
Ngay sau đó Mỹ và các đồng minh đã đưa quân vào Afghanistan, và cùng với Liên minh phương Bắc Afghanistan đã loại bỏ chính phủ Taliban như một phần của cuộc chiến ở Afghanistan. Do sự hỗ trợ của lực lượng đặc biệt Mỹ và lực lượng trên bộ của Liên minh phương Bắc, một số trại huấn luyện của Taliban và al-Qaeda đã bị phá hủy, và phần lớn cơ cấu hoạt động của al-Qaeda được cho là đã bị phá vỡ. Sau khi bị đuổi khỏi các vị trí chủ chốt ở khu vực Tora Bora của Afghanistan, nhiều chiến binh al-Qaeda đã cố gắng tập hợp lại ở khu vực Gardez hiểm trở của quốc gia này.

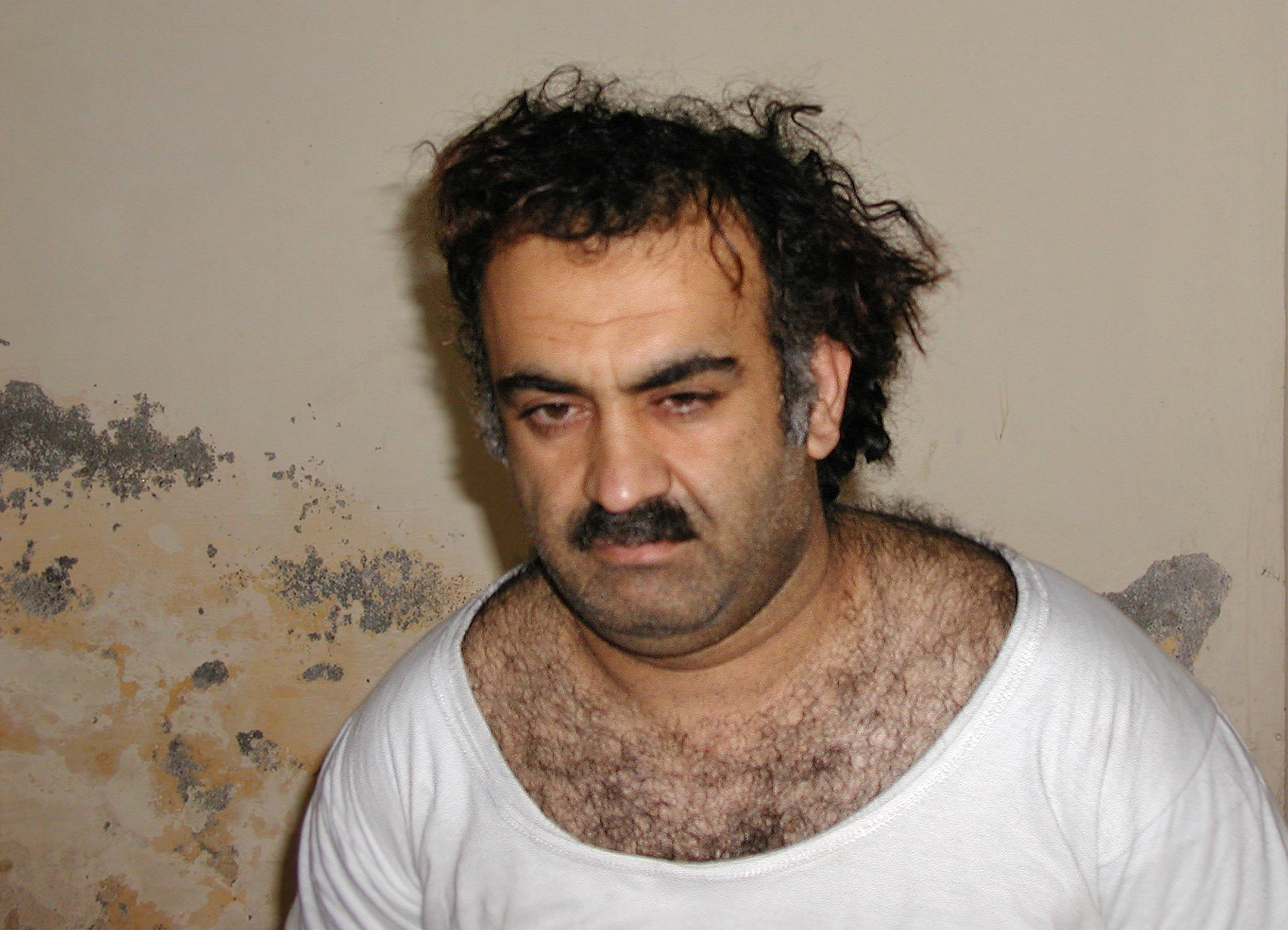
Khalid Sheikh Mohammed sau khi bị bắt ở Rawalpindi, Pakistan, vào tháng 3 năm 2003

Vào đầu năm 2002, al-Qaeda đã bị giáng một đòn nặng nề vào năng lực hoạt động của tổ chức này, và cuộc xâm lược Afghanistan dường như đã thành công. Tuy nhiên, một cuộc nổi dậy với lực lượng đáng kể của Taliban đã diễn ra ở Afghanistan.
Các cuộc tranh luận tiếp tục liên quan đến bản chất vai trò của al-Qaeda trong vụ tấn công 11/9. Bộ Ngoại giao Hoa Kỳ phát hành một đoạn băng ghi hình cho thấy bin Laden nói chuyện với một nhóm nhỏ cộng sự ở đâu đó ở Afghanistan không lâu trước khi Taliban bị hạ bệ. Mặc dù tính xác thực của nó đã bị một số người nghi ngờ, đoạn băng rõ ràng ám chỉ bin Laden và al-Qaeda trong vụ tấn công ngày 11 tháng 9. Cuốn băng đã được phát sóng trên nhiều kênh truyền hình, với bản dịch tiếng Anh kèm theo do Bộ Quốc phòng Hoa Kỳ cung cấp.
Vào tháng 9 năm 2004, Ủy ban 11/9 chính thức kết luận rằng các cuộc tấn công được lên ý tưởng và thực hiện bởi các thành viên al-Qaeda. Vào tháng 10 năm 2004, bin Laden xuất hiện để nhận trách nhiệm về các cuộc tấn công trong một đoạn băng video được phát qua Al Jazeera, nói rằng ông ta được truyền cảm hứng từ các cuộc tấn công của Israel vào các tòa nhà cao tầng trong cuộc xâm lược Lebanon năm 1982: "Khi tôi nhìn những tòa tháp bị phá hủy ở Lebanon, tôi nghĩ rằng chúng ta nên trừng phạt kẻ áp bức bằng cách tương tự và chúng ta nên phá hủy các tòa tháp ở Mỹ để chúng phải nếm trải những gì chúng ta đã nếm trải, và để chúng phải chần chừ trước khi giết hại phụ nữ và trẻ em của chúng ta."
Cuối năm 2004, chính phủ Mỹ tuyên bố rằng 2/3 nhân vật cao cấp nhất của al-Qaeda từ năm 2001 đã bị CIA bắt và thẩm vấn: Abu Zubaydah, Ramzi bin al-Shibh và Abd al-Rahim al-Nashiri trong Năm 2002; Khalid Sheikh Mohammed năm 2003; và Saif al Islam el Masry năm 2004. Mohammed Atef và một số người khác bị giết chết. Phương Tây bị chỉ trích vì không thể xử lý triệt để Al-Qaeda dù đã trải qua một thập kỷ chiến tranh.

## Hoạt động

### Châu Phi

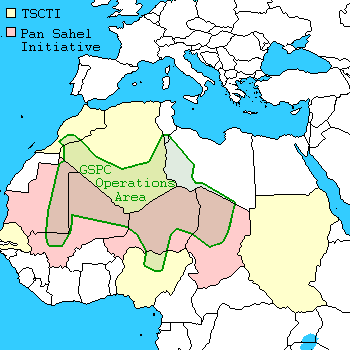
Al-Qaeda ở Maghreb Hồi giáo (trước đây là GSPC)

Trang nhất của tuần báo The Guardian nhân kỷ niệm tám năm vụ tấn công ngày 11 tháng 9. Bài báo cho rằng hoạt động của al-Qaeda "ngày càng phân tán sang các 'chi nhánh' hoặc 'nhượng quyền thương mại' ở Yemen và Bắc Phi."

Sự tham gia của Al-Qaeda ở châu Phi bao gồm một số vụ đánh bom ở Bắc Phi, đồng thời hỗ trợ các bên trong các cuộc nội chiến ở Eritrea và Somalia. Từ năm 1991 đến năm 1996, bin Laden và các thủ lĩnh al-Qaeda khác cư trú ở Sudan.
Các phiến quân Hồi giáo ở Sahara tự xưng là al-Qaeda ở Maghreb Hồi giáo đã tăng cường bạo lực trong những năm gần đây. Các quan chức Pháp nói rằng phiến quân không có mối liên hệ thực sự nào với giới lãnh đạo al-Qaeda, nhưng điều này đã bị tranh chấp. Có vẻ như bin Laden đã chấp thuận tên của nhóm này vào cuối năm 2006, và phiến quân đã "tiếp nhận nhãn hiệu nhượng quyền của al Qaeda", gần một năm trước khi bạo lực bắt đầu leo thang.
Tại Mali, phe Ansar Dine cũng được cho là đồng minh của al-Qaeda vào năm 2013. Phe Ansar al Dine tự liên kết với AQIM.
Năm 2011, chi nhánh Bắc Phi của Al-Qaeda đã lên án nhà lãnh đạo Libya Muammar Gaddafi và tuyên bố ủng hộ các phiến quân chống Gaddafi.
Sau Nội chiến Libya , việc Gaddafi bị hạ bệ và giai đoạn sau đó là bạo lực hậu nội chiến ở Libya, nhiều nhóm chiến binh Hồi giáo liên kết với al-Qaeda đã có thể mở rộng hoạt động của mình trong khu vực. Cuộc tấn công Benghazi năm 2012, dẫn đến cái chết của Đại sứ Hoa Kỳ J. Christopher Stevens và ba người Mỹ khác, bị nghi ngờ là do nhiều mạng lưới Jihadist khác nhau thực hiện, chẳng hạn như Al-Qaeda ở Maghreb Hồi giáo, Ansar al-Sharia và một số. các nhóm liên kết khác của Al-Qaeda. Việc bắt giữ Nazih Abdul-Hamed al-Ruqai, một đặc vụ cấp cao của al-Qaeda bị Hoa Kỳ truy nã vì liên quan đến vụ đánh bom đại sứ quán Hoa Kỳ năm 1998, vào ngày 5 tháng 10 năm 2013, bởi Hải quân Hoa Kỳ, FBI và các nhân viên CIA minh họa cho tầm quan trọng của Hoa Kỳ và các đồng minh phương Tây khác đối với Bắc Phi.

### Châu Âu
Trước vụ tấn công ngày 11 tháng 9, al-Qaeda đã hiện diện ở Bosnia và Herzegovina, và các thành viên của nó hầu hết là các cựu binh của biệt đội El Mudžahid thuộc Quân đội Hồi giáo Bosnia của Cộng hòa Bosnia và Herzegovina. Ba đặc vụ al-Qaeda đã thực hiện vụ đánh bom xe Mostar vào năm 1997. Các hoạt động này được liên kết chặt chẽ với và được tài trợ bởi Ủy ban cứu trợ cấp cao của Ả Rập Xê-út của Bosnia và Herzegovina do Hoàng tử lúc bấy giờ là Vua Salman của Ả Rập Xê-út thành lập.
Trước vụ tấn công 11/9 và cuộc xâm lược Afghanistan của Mỹ, những người phương Tây từng là tân binh tại các trại huấn luyện của al-Qaeda đã được cánh quân của al-Qaeda săn lùng. Kỹ năng ngôn ngữ và kiến thức về văn hóa phương Tây thường có được trong số những tân binh đến từ châu Âu, chẳng hạn như trường hợp của Mohamed Atta, một người Ai Cập học tại Đức vào thời điểm được đào tạo, và các thành viên khác của Hamburg Cell. Osama bin Laden và Mohammed Atef sau đó đã chỉ định Atta là kẻ cầm đầu vụ không tặc 11/9. Sau các cuộc tấn công, các cơ quan tình báo phương Tây xác định rằng các phòng al-Qaeda hoạt động ở châu Âu đã hỗ trợ những kẻ không tặc về tài chính và liên lạc với giới lãnh đạo trung ương có trụ sở tại Afghanistan.
Năm 2003, các phần tử Hồi giáo đã thực hiện một loạt vụ đánh bom ở Istanbul, giết chết 55 người và bị thương 700 người. 78 người đã bị chính quyền Thổ Nhĩ Kỳ buộc tội. Một số người trước đây đã từng gặp bin Laden, và mặc dù họ mạnh mẽ từ chối trung thành với al-Qaeda nhưng họ vẫn yêu cầu sự phù hộ và giúp đỡ của tổ chức này.
Năm 2009, ba người sống tại  London, Tanvir Hussain, Assad Sarwar và Ahmed Abdullah Ali, đã bị kết tội âm mưu kích nổ bom được ngụy trang dưới dạng nước ngọt trên bảy chiếc máy bay đi Canada và Mỹ. Cuộc điều tra của MI5 liên quan đến âm mưu này kéo dài hơn một năm với công tác theo dõi được hơn hai trăm sĩ quan tiến hành. Các quan chức Anh và Mỹ cho biết âm mưu này – không giống như nhiều âm mưu tương tự của các chiến binh Hồi giáo ở châu Âu – có liên hệ trực tiếp với al-Qaeda và được các thành viên cấp cao của al-Qaeda ở Pakistan hướng dẫn.
Vào năm 2012, Tình báo Nga chỉ ra rằng al-Qaeda đã đưa ra lời kêu gọi "thánh chiến trong rừng" và đã tạo ra các vụ cháy rừng lớn như một phần của chiến lược "lăng trì" (nghìn vết cắt).

### Thế giới Ả Rập

USS Cole sau cuộc tấn công tháng 10 năm 2000

Sau khi thống nhất Yemen vào năm 1990, các mạng lưới Wahhabi bắt đầu chuyển những người truyền giáo vào đất nước này. Mặc dù không chắc bin Laden hoặc al-Qaeda của Ả Rập Xê Út có liên quan trực tiếp, nhưng mối quan hệ cá nhân mà họ tạo ra sẽ được thiết lập trong thập kỷ tới và được sử dụng trong vụ đánh bom USS Cole. Mối quan tâm ngày càng tăng đối với nhóm của Al Qaeda ở Yemen.
Tại Iraq, lực lượng al-Qaeda liên kết chặt chẽ với giới lãnh đạo đã nằm trong nhóm Jama'at al-Tawhid wal-Jihad do Abu Musab al-Zarqawi chỉ huy. Chuyên thực hiện các hoạt động cảm tử, họ là "động lực chủ chốt" của lực lượng nổi dậy Sunni. Mặc dù họ đóng một vai trò nhỏ trong cuộc nổi dậy nói chung, từ 30% đến 42% tổng số vụ đánh bom liều chết diễn ra trong những năm đầu là do nhóm của Zarqawi tuyên bố. Các báo cáo chỉ ra rằng những sơ suất như việc không kiểm soát được việc tiếp cận nhà máy sản xuất vũ khí Qa'qaa ở Yusufiyah đã khiến một lượng lớn đạn dược rơi vào tay al-Qaeda. Vào tháng 11 năm 2010, nhóm chiến binh Nhà nước Hồi giáo Iraq, có liên hệ với al-Qaeda ở Iraq, đã đe dọa "tiêu diệt tất cả những người theo đạo Thiên chúa ở Iraq ".
Al-Qaeda bắt đầu đào tạo người Palestine vào cuối những năm 1990. Các nhóm lớn như Hamas và Thánh chiến Hồi giáo Palestine đã từ chối liên minh với al-Qaeda, vì lo ngại rằng al-Qaeda sẽ hợp tác với các phần tử tế bào của họ. Điều này có thể đã thay đổi gần đây. Các cơ quan tình báo và an ninh Israel tin rằng al-Qaeda đã tìm cách xâm nhập các lực lượng đặc nhiệm từ các Vùng lãnh thổ bị chiếm đóng vào Israel và đang chờ cơ hội để tấn công.
Tính đến  năm 2015, Ả Rập Saudi, Qatar và Thổ Nhĩ Kỳ công khai ủng hộ Army of Conquest, một nhóm phiến loạn chiến đấu trong nội chiến Syria chống lại chính phủ Syria bao gồm Mặt trận al-Nusra (có liên kết với al-Qaeda) và một Liên minh Salafi với tên gọi Ahrar al-Sham.

### Kashmir
Bin Laden và Ayman al-Zawahiri coi Ấn Độ là một phần của âm mưu bị cáo buộc là Crusader-Zionist-Hindu chống lại thế giới Hồi giáo. Theo một báo cáo năm 2005 của Cơ quan Khảo cứu Quốc hội Hoa Kỳ, bin Laden đã tham gia huấn luyện các chiến binh cho Jihad ở Kashmir khi sống ở Sudan vào đầu những năm 1990. Đến năm 2001, nhóm chiến binh Kashmiri Harkat-ul-Mujahideen đã trở thành một phần của liên minh al-Qaeda. Theo Cao ủy Liên hợp quốc về người tị nạn (UNHCR), al-Qaeda được cho là đã thiết lập các căn cứ ở Pakistan do Kashmir quản lý (ở Azad Kashmir, và ở một mức độ nào đó ở Gilgit – Baltistan) trong Chiến tranh Kargil 1999 và tiếp tục hoạt động ở đó. với sự chấp thuận ngầm của Cơ quan Tình báo Pakistan.
Nhiều người trong số các chiến binh hoạt động ở Kashmir đã được đào tạo trong cùng các madrasa với các chiến binh Taliban và al-Qaeda. Fazlur Rehman Khalil của nhóm chiến binh Kashmiri Harkat-ul-Mujahideen là người ký tuyên bố năm 1998 của al-Qaeda về Jihad chống lại Mỹ và các đồng minh. Trong 'Thư gửi người dân Mỹ' (2002), bin Laden viết rằng một trong những lý do ông ta chống lại Mỹ là vì sự ủng hộ của nước này đối với Ấn Độ trong vấn đề Kashmir. Vào tháng 11 năm 2001, sân bay Kathmandu được đặt trong tình trạng báo động cao sau những lời đe dọa rằng bin Laden định cướp máy bay tại đây và đâm nó vào một mục tiêu ở New Delhi. Năm 2002, Bộ trưởng Quốc phòng Mỹ Donald Rumsfeld, trong một chuyến công du đến Delhi, cho rằng al-Qaeda đang hoạt động ở Kashmir mặc dù ông ta không có bất kỳ bằng chứng nào. Rumsfeld đề xuất các cảm biến mặt đất công nghệ cao dọc theo Đường kiểm soát để ngăn chặn các chiến binh xâm nhập vào vùng Kashmir do Ấn Độ quản lý. Một cuộc điều tra vào năm 2002 đã tìm thấy bằng chứng cho thấy al-Qaeda và các chi nhánh của nó đang phát triển thịnh vượng ở Kashmir do Pakistan quản lý với sự chấp thuận ngầm của Cơ quan Tình báo Liên ngành của Pakistan. Năm 2002, một đội đặc biệt của Lực lượng Không quân Đặc biệt và Lực lượng Delta được cử đến Kashmir do Ấn Độ quản lý để săn lùng bin Laden sau khi nhận được báo cáo rằng hắn đang được che chở bởi nhóm chiến binh Kashmiri Harkat-ul-Mujahideen, nhóm đã chịu trách nhiệm bắt cóc miền tây. khách du lịch ở Kashmir năm 1995. Đặc vụ al-Qaeda cấp cao nhất của Anh, Rangzieb Ahmed trước đó đã chiến đấu ở Kashmir với nhóm Harkat-ul-Mujahideen và ở trong nhà tù Ấn Độ sau khi bị bắt ở Kashmir.
Các quan chức Mỹ tin rằng al-Qaeda đang giúp tổ chức các cuộc tấn công ở Kashmir nhằm kích động xung đột giữa Ấn Độ và Pakistan. Chiến lược của họ là buộc Pakistan điều quân tới biên giới với Ấn Độ, qua đó giảm bớt áp lực lên các phần tử al-Qaeda đang ẩn náu ở tây bắc Pakistan. Năm 2006, al-Qaeda tuyên bố họ đã thiết lập một chi nhánh ở Kashmir. Tuy nhiên, Tướng quân đội Ấn Độ HS Panag lập luận rằng quân đội nước này đã loại trừ sự hiện diện của al-Qaeda ở Jammu và Kashmir do Ấn Độ quản lý. Panag cũng cho biết al-Qaeda có quan hệ chặt chẽ với các nhóm chiến binh Kashmiri Lashkar-e-Taiba và Jaish-e-Mohammed có trụ sở tại Pakistan. Người ta lưu ý rằng Waziristan đã trở thành chiến trường cho các chiến binh Kashmiri chiến đấu chống lại NATO ủng hộ al-Qaeda và Taliban. Dhiren Barot, người viết Đội quân Madinah ở Kashmir và là một đặc nhiệm của al-Qaeda bị kết án vì dính líu đến âm mưu phát nổ các tòa nhà tài chính Mỹ năm 2004, đã được đào tạo về vũ khí và chất nổ tại một trại huấn luyện chiến binh ở Kashmir.
Maulana Masood Azhar, người sáng lập nhóm Jaish-e-Mohammed ở Kashmiri, được cho là đã gặp bin Laden vài lần và nhận tài trợ trực tiếp. Năm 2002, Jaish-e-Mohammed tổ chức vụ bắt cóc và sát hại Daniel Pearl trong một chiến dịch do al-Qaeda tiến hành và được bin Laden tài trợ. Theo chuyên gia chống khủng bố người Mỹ Bruce Riedel, al-Qaeda và Taliban đã tham gia chặt chẽ vào vụ cướp chuyến bay 814 của Hãng hàng không Ấn Độ đến Kandahar năm 1999, dẫn đến việc thả Maulana Masood Azhar và Ahmed Omar Saeed Sheikh khỏi một nhà tù ở Ấn Độ. Vụ không tặc này, Riedel nói, được Bộ trưởng Ngoại giao Ấn Độ lúc bấy giờ là Jaswant Singh mô tả là một 'cuộc diễn tập trang phục' cho các cuộc tấn công ngày 11 tháng 9. Bin Laden đã đích thân chào đón Azhar và tổ chức một bữa tiệc xa hoa để vinh danh Azhar sau khi được thả. Ahmed Omar Saeed Sheikh, người từng ngồi tù vì vai trò trong vụ bắt cóc du khách phương Tây năm 1994 ở Ấn Độ, đã giết Daniel Pearl và bị kết án tử hình ở Pakistan. Đặc vụ Al-Qaeda Rashid Rauf, một trong những người bị buộc tội trong âm mưu cướp máy bay xuyên Đại Tây Dương năm 2006, có quan hệ hôn nhân với Maulana Masood Azhar.
Lashkar-e-Taiba, một nhóm chiến binh Kashmiri được cho là đứng sau các vụ tấn công Mumbai năm 2008, cũng được biết là có quan hệ chặt chẽ với các thủ lĩnh cấp cao của al-Qaeda sống ở Pakistan. Cuối năm 2002, đặc vụ hàng đầu của al-Qaeda là Abu Zubaydah bị bắt khi đang được Lashkar-e-Taiba che chở trong một ngôi nhà an toàn ở Faisalabad. FBI tin rằng al-Qaeda và Lashkar đã 'gắn bó với nhau' trong một thời gian dài trong khi CIA nói rằng al-Qaeda tài trợ cho Lashkar-e-Taiba. Jean-Louis Bruguière nói với Reuters vào năm 2009 rằng "Lashkar-e-Taiba không còn là một phong trào Pakistan chỉ với một chương trình nghị sự chính trị hoặc quân sự của Kashmir. Lashkar-e-Taiba là thành viên của al-Qaeda. "
Trong một video được phát hành vào năm 2008, đặc vụ cấp cao của al-Qaeda gốc Mỹ Adam Yahiye Gadahn nói rằng "chiến thắng ở Kashmir đã bị trì hoãn trong nhiều năm; đó là việc giải phóng đội quân thánh chiến ở đó khỏi sự can thiệp này, điều mà nếu Allah sẵn sàng, sẽ là bước đầu tiên tiến tới chiến thắng trước những kẻ chiếm đóng Ấn Độ giáo trên vùng đất Hồi giáo này."
Vào tháng 9 năm 2009, một cuộc tấn công bằng máy bay không người lái của Mỹ được cho là đã giết chết Ilyas Kashmiri, thủ lĩnh của Harkat-ul-Jihad al-Islami, một nhóm chiến binh Kashmiri liên kết với al-Qaeda. Kashmiri được Bruce Riedel mô tả là một thành viên 'nổi bật' của al-Qaeda trong khi những người khác mô tả Kashmiri là người đứng đầu các hoạt động quân sự của al-Qaeda. Kashmiri cũng bị Mỹ buộc tội trong một âm mưu chống lại Jyllands-Posten, tờ báo Đan Mạch vốn là trung tâm của tranh cãi về phim hoạt hình Jyllands-Posten Muhammad. Các quan chức Mỹ cũng tin rằng Kashmiri có liên quan đến vụ tấn công Trại Chapman chống lại CIA. Vào tháng 1 năm 2010, nhà chức trách Ấn Độ thông báo cho Anh về một âm mưu của al-Qaeda nhằm cướp một máy bay của hãng hàng không Ấn Độ hoặc Air India và đâm nó vào một thành phố của Anh. Thông tin này được phát hiện sau cuộc thẩm vấn Amjad Khwaja, một đặc nhiệm của Harkat-ul-Jihad al-Islami, người đã bị bắt ở Ấn Độ.
Vào tháng 1 năm 2010, Bộ trưởng Quốc phòng Mỹ Robert Gates, trong chuyến thăm Pakistan, nói rằng al-Qaeda đang tìm cách gây mất ổn định khu vực và có kế hoạch kích động một cuộc chiến tranh hạt nhân giữa Ấn Độ và Pakistan.

### Internet
Al-Qaeda và những tổ chức kế thừa của nó đã di chuyển lên Internet để thoát khỏi sự phát hiện trong bầu không khí quốc tế tăng cường cảnh giác. Việc sử dụng Internet của nhóm ngày càng tinh vi hơn, với các hoạt động trực tuyến bao gồm tài trợ, tuyển dụng, kết nối mạng, di chuyển, quảng bá, phổ biến, thu thập và chia sẻ thông tin.
Phong trào al-Qaeda của Abu Ayyub al-Masri ở Iraq thường xuyên tung ra các đoạn video ngắn ca ngợi hoạt động của những kẻ đánh bom liều chết thánh chiến. Ngoài ra, cả trước và sau cái chết của Abu Musab al-Zarqawi (cựu thủ lĩnh của al-Qaeda ở Iraq), tổ chức bảo trợ mà al-Qaeda ở Iraq trực thuộc, Hội đồng Mujahideen Shura , đều có mặt thường xuyên trên web.
Phạm vi nội dung đa phương tiện bao gồm các clip huấn luyện du kích, ảnh tĩnh của các nạn nhân sắp bị sát hại, lời nói cuối cùng của những kẻ đánh bom liều chết và video thể hiện sự tham gia thánh chiến thông qua các bức chân dung cách điệu của các nhà thờ Hồi giáo và các bản nhạc. Một trang web liên kết với al-Qaeda đã đăng một đoạn video quay cảnh doanh nhân người Mỹ Nick Berg bị bắt bị chặt đầu ở Iraq. Các video và hình ảnh về việc chặt đầu khác, bao gồm cả của Paul Johnson, Kim Sun-il và Daniel Pearl, lần đầu tiên được đăng trên các trang web thánh chiến.
Vào tháng 12 năm 2004, một thông điệp âm thanh tự xưng là của bin Laden đã được đăng trực tiếp lên một trang web, thay vì gửi một bản sao cho al Jazeera như đã làm trước đây. Al-Qaeda đã sử dụng Internet để phát hành các video của mình để chắc chắn rằng chúng sẽ không bị chỉnh sửa, thay vì giao video cho al Jazeera và video sẽ bị chỉnh sửa nếu có nội dung chỉ trích hoàng gia Ả Rập Xê Út.
Alneda.com và Jehad.net có lẽ là những trang web quan trọng nhất của al-Qaeda. Alneda ban đầu bị Jon Messner người Mỹ gỡ xuống, nhưng các nhà điều hành đã chống lại bằng cách chuyển trang web sang các máy chủ khác nhau và chuyển đổi nội dung một cách chiến lược.
Chính phủ Mỹ đã buộc tội một chuyên gia công nghệ thông tin người Anh, Babar Ahmad, với tội danh khủng bố liên quan đến việc anh ta điều hành một mạng lưới các trang web al-Qaeda bằng tiếng Anh, chẳng hạn như Azzam.com. Ahmad bị kết tội và bị kết án 12 năm rưỡi tù giam.

#### Liên lạc trực tuyến
Năm 2007, al-Qaeda phát hành Mujahedeen Secrets, phần mềm mã hóa được sử dụng cho liên lạc trực tuyến và di động. Một phiên bản sau đó, Mujahideen Secrets 2, được phát hành vào năm 2008.

### Mạng lưới hàng không
Al-Qaeda được cho là đang vận hành một mạng lưới hàng không bí mật bao gồm "một số máy bay Boeing 727 ", máy bay phản lực cánh quạt và máy bay phản lực cho doanh nghiệp, theo một câu chuyện của Reuters năm 2010. Dựa trên một báo cáo của Bộ An ninh Nội địa Hoa Kỳ, câu chuyện cho biết al-Qaeda có thể đang sử dụng máy bay để vận chuyển ma túy và vũ khí từ Nam Mỹ đến các quốc gia bất ổn khác nhau ở Tây Phi. Một chiếc Boeing 727 có thể chở tới 10 tấn hàng hóa. Cuối cùng, ma túy được buôn lậu đến châu Âu để phân phối và bán, và vũ khí được sử dụng trong các cuộc xung đột ở châu Phi và có thể ở cả những nơi khác. Các tay súng có liên hệ với al-Qaeda ngày càng bắt cóc nhiều người châu Âu để đòi tiền chuộc. Lợi nhuận từ việc buôn bán ma túy và vũ khí, và số tiền thu về từ các vụ bắt cóc có thể tài trợ thêm cho các hoạt động quân sự.

## Các cáo buộc về sự tài trợ của CIA
Các chuyên gia tranh luận về quan điểm các cuộc tấn công của al-Qaeda là kết quả gián tiếp từ chương trình Operation Cyclone của CIA nhằm giúp đỡ các mujahideen Afghanistan. Robin Cook, Ngoại trưởng Anh từ năm 1997 đến năm 2001, đã viết rằng al-Qaeda và bin Laden là "sản phẩm của một tính toán sai lầm lớn của các cơ quan an ninh phương Tây", và "Al-Qaida, nghĩa đen là 'cơ sở dữ liệu', ban đầu là tập tin máy tính của hàng nghìn mujahideen đã được tuyển dụng và đào tạo với sự giúp đỡ của CIA để đánh bại người Nga. "
Munir Akram, Đại diện thường trực của Pakistan tại Liên hợp quốc từ năm 2002 đến năm 2008, đã viết trong một bức thư đăng trên The New York Times ngày 19 tháng 1 năm 2008:
The strategy to support the Afghans against Soviet military intervention was evolved by several intelligence agencies, including the C.I.A. and Inter-Services Intelligence, or ISI. After the Soviet withdrawal, the Western powers walked away from the region, leaving behind 40,000 militants imported from several countries to wage the anti-Soviet jihad. Pakistan was left to face the blowback of extremism, drugs and guns.

Nhà báo của CNN Peter Bergen, Chuẩn tướng ISI người Pakistan Mohammad Yousaf, và các nhân viên CIA tham gia vào chương trình Afghanistan, chẳng hạn như Vincent Cannistraro, phủ nhận rằng CIA hoặc các quan chức Mỹ khác có liên hệ với mujahideen nước ngoài, hoặc bin Laden rằng họ đã trang bị, đào tạo, huấn luyện hoặc tuyên truyền tư tưởng cho họ. Trong cuốn sách Ghost Wars năm 2004 của mình, Steve Coll viết rằng CIA đã dự tính cung cấp hỗ trợ trực tiếp cho các mujahideen nước ngoài, nhưng ý tưởng đó không bao giờ vượt ra ngoài các cuộc thảo luận.
Bergen và những người khác  lập luận rằng không cần thiết phải tuyển dụng người nước ngoài không quen với ngôn ngữ địa phương, phong tục hoặc cư trú của đất đai vì đã có 250,000 người Afghanistan địa phương sẵn sàng chiến đấu. Bergen lập luận thêm rằng mujahideen nước ngoài không cần các quỹ của Mỹ vì họ nhận được vài triệu đô la mỗi năm từ các nguồn nội bộ. Cuối cùng, ông lập luận rằng người Mỹ không thể đào tạo các mujahideen nước ngoài bởi vì các quan chức Pakistan sẽ không cho phép nhiều người trong số họ hoạt động ở Pakistan và không ai ở Afghanistan, và người Ả Rập Afghanistan hầu như luôn luôn là những phần tử Hồi giáo chủ chiến theo phản xạ thù địch với người phương Tây dù có hay không. những người phương Tây đã giúp đỡ những người Afghanistan theo đạo Hồi.
Theo Bergen, người thực hiện cuộc phỏng vấn trên truyền hình đầu tiên với bin Laden vào năm 1997: ý tưởng rằng "CIA tài trợ cho bin Laden hoặc đào tạo bin Laden... [là] một huyền thoại dân gian. Không có bằng chứng về điều này... Bin Laden có tiền riêng, chống Mỹ và hoạt động bí mật, độc lập.. Câu chuyện thực sự ở đây là CIA không thực sự có manh mối về anh chàng này là ai cho đến năm 1996 khi họ thành lập một đơn vị để thực sự bắt đầu theo dõi anh ta. "
Nhân vật đứng thứ hai của tổ chức Al Qaeda, Ayman al-Zawahiri, cũng xác nhận rằng những người Ả Rập Afghanistan không nhận được bất kỳ khoản tài trợ nào của Mỹ trong cuộc chiến ở Afghanistan. Trong cuốn sách có tên là Knights Under the Prophet's Banner, được xuất bản vào tháng 12 năm 2001, al-Zawahiri nói rằng người Ả Rập Afghanistan được tài trợ bằng tiền từ các nguồn Ả Rập, số tiền này đến hàng trăm triệu USD: "Trong khi Hoa Kỳ ủng hộ Pakistan và phe phái mujahidin bằng tiền bạc và vũ khí, mối quan hệ của người Ả Rập Afghanistan với Hoa Kỳ lại hoàn toàn khác...". Abdullah Anas, người Algeria, một trong những phần tử khủng bố người Ả Rập Afghanistan và là con rể của Abdullah Azzam (một trong những người sáng lập của Al Qaeda), cũng đã xác nhận rằng CIA không hề có mối quan hệ nào với người Ả Rập Afghanistan, bao gồm cả Osama bin Laden: "Nếu bạn nói rằng đã từng có một mối quan hệ theo nghĩa là CIA đã từng gặp người Ả Rập, thảo luận với họ, chuẩn bị kế hoạch với họ và chiến đấu với họ - thì điều đó chưa bao giờ xảy ra.
Bản thân Osama bin Laden đã hơn một lần phủ nhận việc ông ta từng nhận được sự hậu thuẫn từ Hoa Kỳ, và việc Liên Xô tan rã theo ông ta "là nhờ có Chúa trời và các chiến binh mujahideen ở Afghanistan... Hoa Kỳ không có vai trò đáng chú ý nào", nhưng "sự sụp đổ [của Liên Xô] đã khiến Mỹ trở nên kiêu căng và ngạo mạn hơn". Trong cuộc phỏng vấn với nhà báo Anh Robert Fisk vào năm 1993, về sau được tổng hợp thành một bài báo đăng lên tờ Independent của Anh với tựa đề: "Anti-Soviet warrior puts his army on the road to peace", Osama bin Laden đã tuyên bố rằng: "Cá nhân tôi cũng như những người anh em của tôi đều không thấy bất cứ dấu hiệu nào về sự giúp đỡ của người Mỹ". Trong một cuộc phỏng vấn khác với Robert Fisk vào tháng 7 năm 1996 và sau đó được đăng lên báo Independent vào năm 1997, bin Laden lại một lần nữa nhấn mạnh rằng ông ta chưa từng hợp tác với Mỹ: "chúng tôi chưa bao giờ là bạn của người Mỹ. Chúng tôi vào thời điểm đó đã biết rằng người Mỹ ủng hộ người Do Thái ở Palestine và họ là kẻ thù của chúng tôi.

## Các cáo buộc về sự tài trợ của Ả Rập Xê út và Các tiểu vương quốc Ả Rập thống nhất
Một báo cáo của CNN đã tiết lộ rằng Ả Rập Xê-út và Các Tiểu vương quốc Ả Rập Thống nhất (UAE) đã chuyển giao vũ khí tinh vi do Mỹ sản xuất cho các chiến binh có liên hệ với al-Qaeda ở Yemen.
Vào tháng 10 năm 2014, Phó Tổng thống Mỹ Joe Biden cho biết Ả Rập Xê-út và Các Tiểu vương quốc Ả Rập Thống nhất đã "đổ hàng trăm triệu đô la và hàng chục nghìn tấn vũ khí vào bất kỳ ai sẽ chiến đấu chống lại Al-Assad, ngoại trừ những người đang bị được cung cấp là al-Nusra, và al Qaeda, và các phần tử cực đoan thánh chiến đến từ các nơi khác trên thế giới. "

## Ảnh hưởng rộng hơn
Anders Behring Breivik, thủ phạm của các vụ tấn công ở Na Uy năm 2011, đã được truyền cảm hứng từ Al-Qaeda, gọi đây là "phong trào cách mạng thành công nhất trên thế giới." Trong khi thừa nhận những mục đích khác nhau, Breivik đã tìm cách "tạo ra một phiên bản Al-Qaida ở châu Âu."
Phản ứng thích hợp đối với các chi nhánh Al-Qaeda là một chủ đề tranh luận. Một nhà báo đưa tin vào năm 2012 rằng một nhà hoạch định quân sự cấp cao của Mỹ đã hỏi: "Liệu chúng ta có nên sử dụng máy bay không người lái và các cuộc đột kích của Lực lượng Đặc nhiệm mỗi khi một nhóm nào đó giương cao biểu ngữ màu đen của al Qaeda không?" Chúng ta có thể tiếp tục tấn công các chi nhánh của các chi nhánh al Qaeda trên khắp thế giới trong bao lâu? "

## Chỉ trích
Chủ nghĩa cực đoan Hồi giáo đã có từ thời Kharijites vào thế kỷ thứ 7. Từ vị trí chính trị cơ bản của họ, người Kharijites đã phát triển các học thuyết cực đoan khiến họ trở nên khác biệt với cả người Hồi giáo dòng Sunni và Shiʿa chính thống. Người Kharijites đặc biệt được chú ý vì đã áp dụng một cách tiếp cận triệt để đối với Takfir, theo đó họ tuyên bố những người Hồi giáo khác là những kẻ không tin Chúa và do vậy coi họ là đáng chết.
Theo một số nguồn tin, một "làn sóng phản đối" đã hình thành chống lại al-Qaeda và các chi nhánh của nó bởi "các học giả tôn giáo, cựu chiến binh và chiến binh", những người bị báo động bởi takfir của al-Qaeda và việc tổ chức này giết người Hồi giáo ở các nước Hồi giáo, đặc biệt là ở Iraq.
Noman Benotman, một cựu chiến binh của Nhóm Chiến đấu Hồi giáo Libya (LIFG), đã công khai bằng một bức thư ngỏ chỉ trích Ayman al-Zawahiri vào tháng 11 năm 2007, sau khi thuyết phục các nhà lãnh đạo cấp cao bị cầm tù của nhóm cũ của anh ta tham gia vào các cuộc đàm phán hòa bình với chế độ Libya. Trong khi Ayman al-Zawahiri tuyên bố có liên kết của nhóm với al-Qaeda vào tháng 11 năm 2007, chính phủ Libya đã thả 90 thành viên của nhóm này ra khỏi tù vài tháng sau khi "họ được cho là đã từ bỏ bạo lực."
Năm 2007, nhân kỷ niệm vụ tấn công ngày 11 tháng 9, sheikh Ả Rập Xê Út Salman al-Ouda đã gửi lời quở trách cá nhân tới bin Laden. Al-Ouda, một học giả tôn giáo và là một trong những cha đẻ của Sahwa, phong trào thức tỉnh chủ nghĩa chính thống tràn qua Ả Rập Saudi vào những năm 1980, là một nhà phê bình được kính trọng rộng rãi đối với chủ nghĩa thánh chiến. Al-Ouda nói chuyện với thủ lĩnh của al-Qaeda trên truyền hình, và hỏi ông ta:
Người anh em Osama, có bao nhiêu máu đã đổ rồi? Bao nhiêu người vô tội, trẻ em, người già và phụ nữ đã bị giết... nhân danh al-Qaeda? Em sẽ hạnh phúc khi gặp Chúa Toàn năng đang mang gánh nặng của hàng trăm ngàn hay hàng triệu [nạn nhân] này trên lưng của em chứ?

Theo các cuộc thăm dò của Pew, sự ủng hộ đối với al-Qaeda đã giảm trong thế giới Hồi giáo trong những năm trước 2008. Tỷ lệ ủng hộ các vụ đánh bom liều chết ở Indonesia, Lebanon và Bangladesh đã giảm một nửa hoặc hơn trong 5 năm qua. Tại Ả Rập Xê-út, chỉ có mười phần trăm dân số đã có một cái nhìn tốt về al-Qaeda, theo một cuộc thăm dò tháng 12 năm 2017 của Terror Free Tomorrow, một think tank có trụ sở tại Washington.
Năm 2007, Sayyed Imam Al-Sharif, một người Ả Rập có ảnh hưởng ở Afghanistan, "cha đỡ đầu về tư tưởng của al-Qaeda", và là người ủng hộ takfir trước đây, đã rút lại sự ủng hộ al-Qaeda với cuốn sách Wathiqat Tarshid Al-'Aml Al-Jihadi. fi Misr w'Al-'Alam (tiếng Anh: Rationalizing Jihad in Egypt and the World).
Mặc dù đã từng liên kết với al-Qaeda, vào tháng 9 năm 2009, LIFG đã hoàn thành một "mã" mới cho thánh chiến, một tài liệu tôn giáo dài 417 trang có tựa đề "Nghiên cứu sửa sai". Với uy tín của tổ chức này và thực tế là một số chiến binh Jihad nổi tiếng khác ở Trung Đông đã quay lưng lại với al-Qaeda, sự đảo ngược quan điểm của LIFG có thể là một bước quan trọng để ngăn chặn việc tuyển mộ thành viên mới của al-Qaeda.
Bilal Abdul Kareem, một nhà báo Mỹ có trụ sở tại Syria đã tạo ra một bộ phim tài liệu về al-Shabab, chi nhánh của al-Qaeda ở Somalia. Bộ phim tài liệu bao gồm các cuộc phỏng vấn với các thành viên cũ của nhóm, những người đã nêu lý do của họ để rời al-Shabab. Các thành viên cáo buộc phân biệt chủng tộc, thiếu ý thức tôn giáo và tham nhũng nội bộ và chủ nghĩa thiên vị. Đáp lại Kareem, Mặt trận Truyền thông Hồi giáo Toàn cầu đã lên án Kareem, gọi anh ta là kẻ nói dối và bác bỏ những cáo buộc từ các cựu chiến binh.
Vào giữa năm 2014 sau khi Nhà nước Hồi giáo Iraq và Levant tuyên bố rằng họ đã khôi phục lại Caliphate, một tuyên bố âm thanh được phát hành bởi người phát ngôn của nhóm lúc đó là Abu Muhammad al-Adnani tuyên bố rằng "tính hợp pháp của tất cả các tiểu vương quốc, các nhóm, các tiểu bang và tổ chức trở nên vô hiệu bởi sự mở rộng quyền lực của Caliphate. " Bài phát biểu bao gồm việc bác bỏ tôn giáo đối với Al-Qaeda vì đã quá khoan dung đối với người Shiite và việc họ từ chối công nhận chính quyền của Abu Bakr al-Baghdadi, al-Adnani đặc biệt lưu ý: "Để một nhà nước trung thành với một tổ chức là không phù hợp." Ông cũng nhắc lại một trường hợp trong quá khứ, trong đó Osama bin Laden kêu gọi các thành viên al-Qaeda và những người ủng hộ trung thành với Abu Omar al-Baghdadi khi nhóm này vẫn chỉ hoạt động ở Iraq, với tư cách là Nhà nước Hồi giáo Iraq, và lên án Ayman al- Zawahiri vì đã không đưa ra yêu cầu tương tự đối với Abu Bakr al-Baghdadi. Zawahiri đang khuyến khích chủ nghĩa bè phái và chia rẽ giữa các đồng minh cũ của ISIL như Mặt trận al-Nusra.